# Estudio de la historia del arte
Para el artículo genérico véase: Historia del arte.

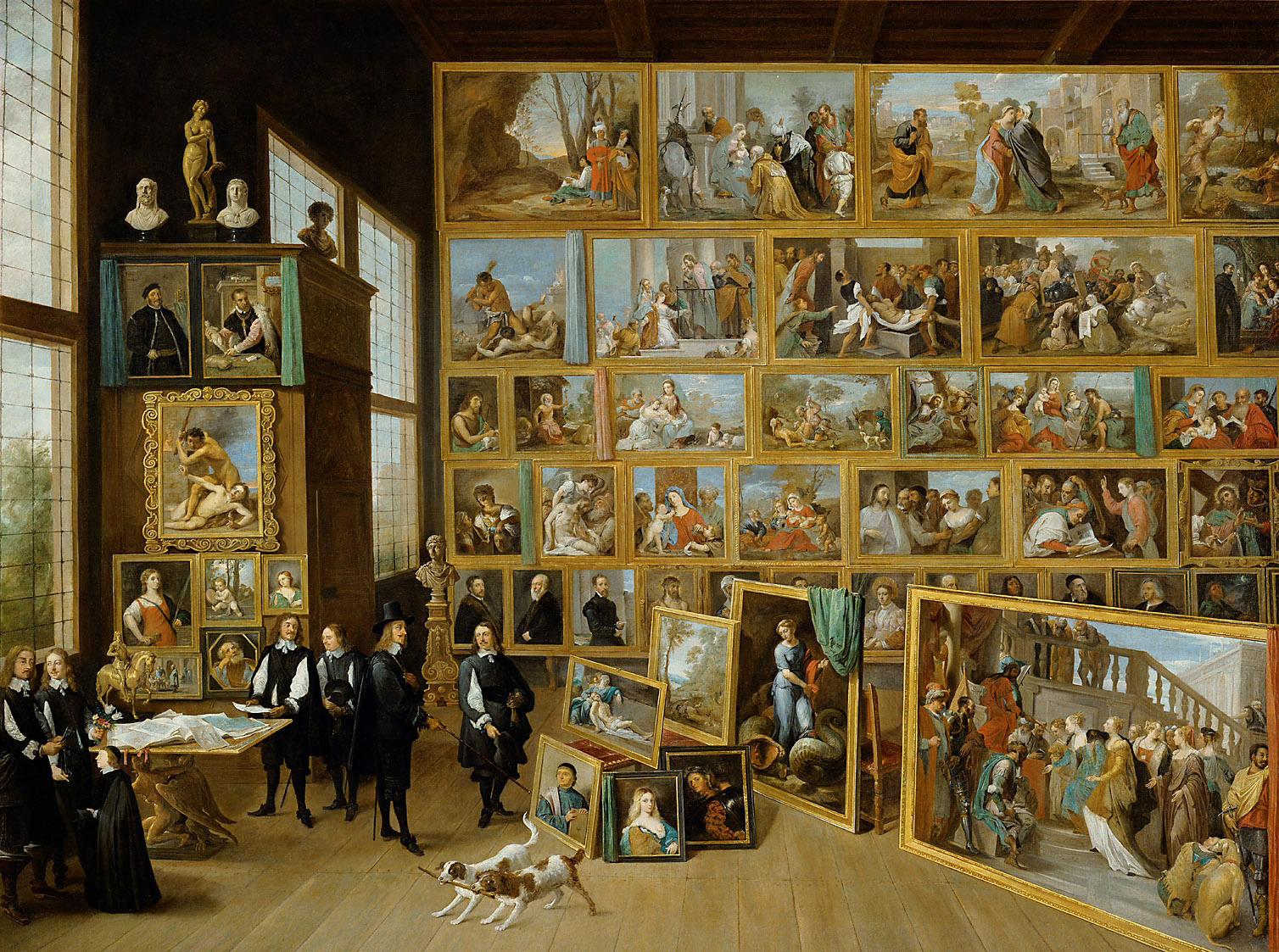
David Teniers el Joven, El archiduque Leopoldo Guillermo de Habsburgo, en su galería de pinturas de Bruselas, 1651. El aprecio del arte suscitó a partir del Renacimiento un coleccionismo, que por primera vez hacía abstracción de la posible función religiosa de las representaciones (compruébese cómo se acumulan sin criterio temático obras religiosas junto a profanas) en beneficio de su consideración como depósitos de valor económico (inversión que ya no dependía del valor material de sus componentes, como en el atesoramiento de joyas y metales preciosos incorporadas al arte sacro e incluso a las reliquias y los manuscritos de los monasterios medievales, sino del precio de mercado) y sobre todo de prestigio social. El arte se utilizaba como marca de distinción de la aristocracia y casas reales europeas durante el Antiguo Régimen, y en sus palacios es donde los estudiosos del arte habían de ir a verlo y estudiarlo; de modo similar a la forma en que todo tipo de eruditos y científicos visitaban los Gabinetes de Curiosidades o las bibliotecas. Artistas prestigiosos como Rubens y Velázquez actuaron como eficaces agentes comerciales, imponiendo su propio gusto y criterio, en el que sus patrones confiaban. La exhibición permanente y pública de las colecciones así acumuladas, hubo de esperar a las revoluciones burguesas, a partir de las cuales se abrieron las más importantes pinacotecas (Museo del Louvre -1793-, Museo del Prado -1819-, National Gallery -1824-). El Museo Británico había abierto en 1759 con otro tipo de fondos, que se fueron enriqueciendo posteriormente; mientras que la Galería de los Uffizi de Florencia, que reunía la impresionante colección de los Médici, lo hizo en 1765.

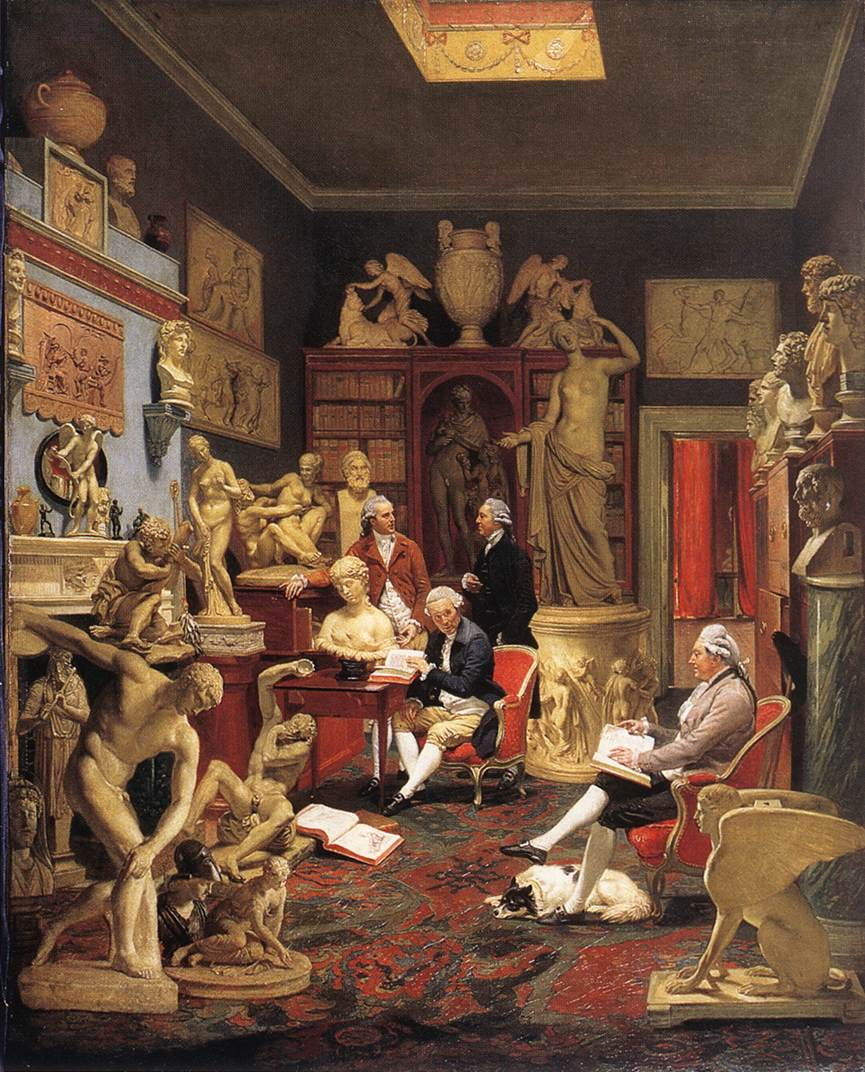
Johann Zoffani, Charles Townley en su galería de esculturas, 1782. A finales del la tarea de los anticuarios y los coleccionistas ya contaba con criterios sólidos que se iban estableciendo por tres disciplinas autónomas: la crítica, la teoría y la historia del arte.

El estudio de la historia del arte es la disciplina académica cuyo objeto son las obras de arte en su desarrollo histórico y contexto estilístico (género, diseño, formato y apariencia), y los artistas en su contexto cultural y social. Mediante diversos métodos de estudio, analiza fundamentalmente las artes visuales (pintura, escultura y arquitectura), y menos frecuentemente también otras bellas artes (música, danza, literatura), artes industriales y oficios artísticos (orfebrería, mobiliario, historia del vestido, etc.).
En una definición amplia, los estudios de historia del arte incluyen la crítica de arte (aplicada al aprecio contemporáneo de las producciones de arte implicadas en el mercado de arte y en las exhibiciones artísticas -museística, galerismo, comisariado artístico de exposiciones, ferias, espacios, o instalaciones artísticas-) y la teoría del arte (expresión de la estética y de su evolución histórica -historia de la estética-); de un modo restringido, se identifican con la historiografía del arte o de la historia del arte, es decir, con la rama de la historiografía que se ocupa de la producción historiográfica de los historiadores del arte, científicos cuya ciencia es la historia del arte, una ciencia social derivada de la propia historia.
Ernst Gombrich observó que el campo de la historia del arte se parece a la Galia de César, dividida en tres partes habitadas por tribus diferentes, aunque no necesariamente hostiles: los "connoisseurs" [conocedores, aficionados], los críticos y los historiadores de arte académicos.
El imposible deslindamiento de estos campos, y la estrecha vinculación entre intereses económicos, modas intelectuales y juicios estéticos dependientes del gusto artístico, hacen que el problema de la objetividad sea mucho más agudo en los estudios de historia del arte que en otros campos de la historiografía o de las ciencias sociales, siendo éstas ya de por sí más subjetivas que las ciencias físico-naturales. El lenguaje utilizado en parte de la producción literaria que trata sobre arte, en ocasiones tiende a descuidar el rigor formal y la precisión metodológica propia de los textos científicos, en beneficio de la propia calidad estética de lo escrito, o cae en vicios como la hipérbole (ponderación exagerada de las cualidades o búsqueda de parangones, similitudes y relaciones improbables) y la mistificación (ocultamiento, falseamiento o incluso invención de datos).

## Historia del arte frente a crítica de arte y teoría del arte
Como disciplina, la historia del arte se distingue de la crítica de arte, que se preocupa de establecer un valor artístico relativo entre obras concretas con respecto a otras de estilo comparable, o sancionar un estilo o movimiento entero; y la teoría del arte, que se preocupa de la naturaleza fundamental del arte, y se relaciona más con las investigaciones estéticas sobre el enigma de lo sublime y determina la esencia de la belleza. El estudio de la historia del arte sería distinto de ambas cosas, porque el historiador del arte utiliza la metodología de la historia para resolver preguntas tales como: ¿cómo llega el artista a crear su obra?, ¿quiénes son sus patrocinadores?, ¿quiénes sus maestros?, ¿quiénes sus discípulos?, ¿quién su público?, ¿qué fuerzas históricas conformaron su obra?, ¿cómo afectó su obra, a su vez, al curso de los acontecimientos históricos?

## Disciplina académica
El estudio de la historia del arte es una disciplina académica relativamente nueva, que comienza en el siglo XIX. Mientras el análisis de otras ramas de la historia, como la historia política, la historia de la literatura o la historia de la ciencia se beneficia de la claridad y capacidad de difusión de la palabra escrita, los historiadores del arte se basan en el análisis de conceptos formales, la iconología, la semiótica (estructuralismo, posestructuralismo y deconstrucción), el psicoanálisis y la iconografía; así como fuentes primarias y fuentes secundarias (las reproducciones artísticas) como motivos de discusión y estudio. Los avances en la reproducción fotográfica y en las técnicas de impresión tras la Segunda Guerra Mundial incrementaron la capacidad de hacer reproducciones fidedignas de obras de arte. Sin embargo, la apreciación y estudio de las artes visuales ha sido un área de investigación para muchos autores a finales de siglo XX. La definición de la historia del arte refleja la dicotomía que existe en la misma definición de arte: arte como historia en un contexto antropológico, o arte como estudio de la forma.

## Metodologías
Los historiadores del arte emplean hasta 9 métodos propios y variados en su investigación de la calidad, naturaleza e historia de las obras de arte.
El análisis formal es el que se enfoca en la forma del objeto en cuestión. Los elementos de la forma son la línea, el tamaño, el color, la composición, el ritmo, etc. Sería la forma más simple, ya que el análisis es simplemente una exégesis, pero depende fuertemente en la capacidad del historiador de pensar críticamente y visualmente.
Un análisis estilístico es el que se enfoca en la combinación de elementos formales en un estilo coherente. Usualmente un análisis estilístico hace referencia a los movimientos o tendencias artísticas como medios de extraer el impacto e importancia de un objeto particular.
Un análisis iconográfico es el que se enfoca en los elementos de diseño particular de un objeto. A través de una lectura atenta de tales elementos, es posible trazar su procedencia, y sacar conclusiones que conduzcan a los orígenes y trayectoria de tales motivos. A su vez, es posible realizar observaciones en torno a los valores sociales, culturales, económicos o estéticos de los responsables de la producción de tal objeto.
Finalmente, muchos historiadores de arte usan la teoría crítica para encuadrar sus investigaciones sobre las obras de arte. La teoría crítica se usa más comúnmente cuando se trata con obras más recientes, desde finales del siglo XIX. Al igual que en otros estudios, hay un interés académico entre los historiadores del arte por la naturaleza y el medio ambiente, pero aún no ha recibido atención suficiente como para que esta dirección quede determinada.

## La especialización en el estudio de la historia del arte

### Divisiones por periodo
El campo de la historia del arte se divide tradicionalmente en especializaciones basadas en una división temporal o regional, con posteriores subdivisiones basadas en el medio artístico (pintura, escultura, arquitectura), en escuelas o artistas concretos o incluso hiperespecializaciones en periodos de la obra de éstos o en obras de arte singulares. En cambio, los conceptos de arte antiguo y arte moderno no coinciden habitualmente con los de arte de la Edad Antigua o arte de la Edad Moderna, sino con criterios estéticos ligados a la renovación de las artes propia de las vanguardias de finales del siglo XIX y comienzos del siglo XX. Para el arte de las civilizaciones no occidentales, la secuencia temporal no responde a la delimitación que, en ésta, permite hablar de arte medieval, renacimiento, barroco, etc.

### El estudio de la historia del arte no occidental y del arte primitivo
«Arte primitivo» es un término general que contiene una variedad de fenómenos históricos muy diversos. Los primeros ejemplos de arte primitivo (las obras de arte más antiguas que conocemos) corresponden al período paleolítico superior, probablemente entre 20 000 y 10 000 años a. C. Este arte en sus etapas iniciales fue ejecutado por los llamados hombres primitivos, quienes vivieron en la Edad de Piedra.
Pero también se llama «arte primitivo» al ejecutado por ciertos pueblos contemporáneos descubiertos por los europeos entre los siglos XV y XIX, las culturas nativas de África, América, los mares del Sur y ciertas partes de Asia, sin que exista ninguna razón para suponer que la cultura del hombre prehistórico europeo fuera similar a las de esas tribus «primitivas» encontradas fuera de Europa.
Frente a las numerosas subdivisiones del arte occidental, la especialización en arte asiático antiguo o en arte africano y otros que comparten la consideración genérica de «arte primitivo» (todas ellas de relativamente reciente constitución dentro del canon historiográfico del arte), suele ser muy global, aunque sean una minoría creciente, y agrupa civilizaciones o culturas y periodos muy extensos que bien poco tienen que ver entre sí.
La acusación de eurocentrismo, general a todos los campos de la cultura, es especialmente marcada hacia el estudio de la historia del arte; recelo que surgió dentro del propio mundo del arte en el contexto de las vanguardias, desde finales del siglo XIX (atracción por la plástica extremo-oriental de los impresionistas, fase tahitiana de Gauguin, africanismo y primitivismo de la fase cubista de Picasso). Desde otras perspectivas posteriores, propias del multiculturalismo, el indigenismo y la defensa de las anteriormente llamadas culturas primitivas (criterios que a su vez reciben la acusación de caer en lo políticamente correcto) suele considerarse que las manifestaciones culturales de las civilizaciones no occidentales han sido objeto de desprecio y deben ser reivindicadas y sometidas a revalorización.

### Arte y artefacto
La reciente revisión de la división semántica entre arte y artefacto (del inglés artifact) ha puesto en valor objetos, antes no apreciados artísticamente, que las culturas no occidentales creaban con criterios estéticos, y se relaciona con una de las características más singulares del arte actual: la relación entre los artistas y la exhibición de su arte, y el uso de los museos y todo tipo de espacios como medio de expresión de toda clase de obras de arte e instalaciones artísticas.

## Estudios sobre las fuentes de literatura artística
El pionero en este campo metahistoriográfico (el estudio científico de las historias del arte como fuentes documentales, lo que significa realizar la historiografía de la historiografía artística, o el estudio del estudio de la historia del arte) fue el alemán Julius von Schlosser con su monumental Die Kunsliteratur (Literatura artística, Viena, 1924), limitada temporalmente a la época anterior al siglo XIX. El italiano Lionello Venturi (Historia de la crítica de Arte, 1936) realizó una síntesis que abarcaba hasta el siglo XX. En España, el polígrafo Marcelino Menéndez y Pelayo realizó una extensa y desigual Historia de las Ideas Estéticas (1883-1884).

## Desarrollo histórico: historia de la Historia del Arte

### El mundo antiguo
Los primeros escritos sobre arte que se conservan y pueden clasificarse como historia del arte son las ideas de Jenócrates de Sicyon, escultor griego que quizá fue el primer historiador del arte, y que es citado en la Historia naturalis de Plinio el Viejo, en la parte en la que se refiere al desarrollo de la pintura y escultura griegas. La obra de Plinio, aunque sea principalmente una enciclopedia de las ciencias, tuvo una influencia desproporcionada con respecto al arte a partir del Renacimiento, particularmente un pasaje que trata sobre las técnicas usadas por el pintor Apeles. Los Diez libros de Arquitectura de Vitrubio sistematizaban las técnicas constructivas grecorromanas, aunque no dan demasiada información sobre obras arquitectónicas concretas. Los retóricos, en ocasiones, se dedicaron a la descripción de obras de arte (Imágenes de Filóstrato). La Descripción de Grecia de Pausanias tiene sobre todo un interés topográfico.
De forma similar, aunque independiente, tuvieron lugar desarrollos historiográficos sobre el arte en la China del siglo VI, donde fue establecido un canon de artistas reputados, clasificación que corrió a cargo de escritores de la clase funcionarial (quienes, a través de su obligatoria formación en caligrafía china, pueden ser considerados artistas ellos mismos). Otra fuente para esa civilización son los Seis Principios de la Pintura de Xie He.

### El mundo medieval
La literatura artística medieval es particularmente ajena a los conceptos historiográficos o críticos sobre el arte, concretándose en las especulaciones filosófico-estéticas de tradición neoplatónica (Plotino, San Agustín, Santo Tomás de Aquino). San Isidoro de Sevilla, en las Etimologías describe esquemáticamente la música, la pintura, el estuquismo y la arquitectura (que divide en dispositio, constructio y venustas, considerando a esta -el adorno- más importante que las proporciones vitrubianas). También en esa tradición intelectual, Witelo (monje amigo de Tomás de Aquino), en un tratado de óptica, se opone al naturalismo clásico, al poner la belleza de lo artificial por encima de lo natural. Se elaboró literatura técnica en forma de recetarios, como los de Heraclio (De coloribus et artibus Romanorum I tratati, una miscelánea que recoge informaciones sobre vidrio, cerámica, miniaturas y propiedades mágicas de las piedras), el benedictino del siglo XII Teófilo Presbítero (Schedula diversarium Artium o De Diversis Artibus, sobre miniatura, pintura mural, vidrio, metales, marfil y piedras preciosas). El arquitecto gótico francés Villard d'Honnecourt, en su cuaderno de dibujo denominado Album o Livre de portraiture, intentó desarrollar una teoría de las proporciones ajena a la anatomía.
Las reacciones contra el exceso decorativo comienzan con el cisterciense San Bernardo de Claraval, y son continuadas con distintos criterios por los pre-renacentistas italianos (Dante, Petrarca y Bocaccio). La valoración de la figura social del artista comienza con el historiador florentino Filippo Villani (De origine civitatis Florentiae et eiusdem famosis civibus, 1400), quien recoge a Giotto y Cimabue entre los florentinos ilustres. El pintor Cennino Cennini, en Il libro dell'arte, realizó el último recetario medieval o manual de taller, a la vez que introdujo conceptos renacentistas (lo moderno, el relieve, la naturaleza, la fantasía).
Textos del Bizancio medieval fueron recopilados por Dionisio de Furna (siglo XVIII) en Hermeneia tes Zographikes.

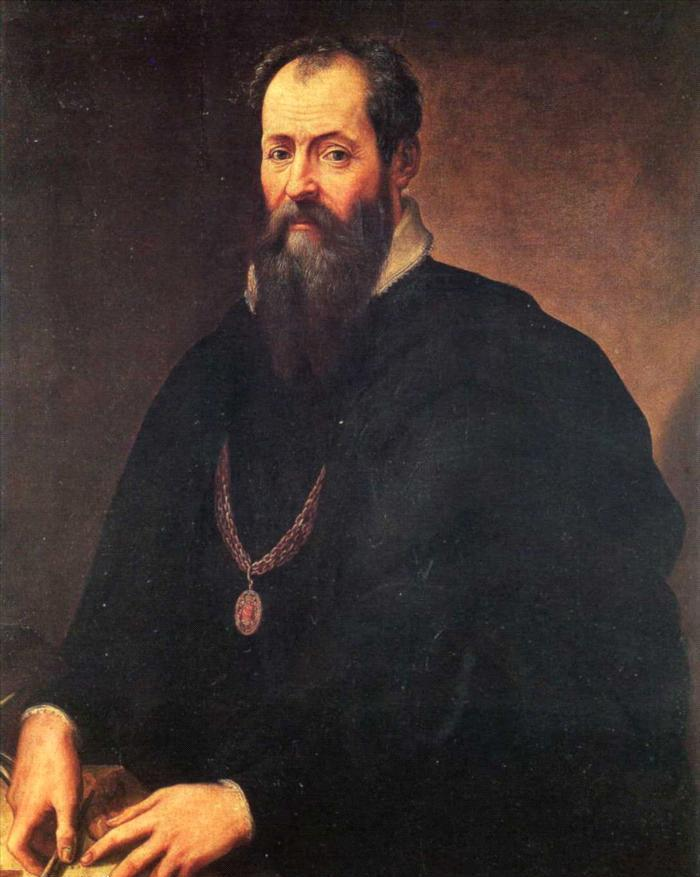
Autorretrato de Vasari, 1567.

### Vasari y el comienzo del estudio moderno de la historia del arte
Aunque desde el comienzo del Renacimiento se escribían y divulgaban impresiones personales sobre el arte y los artistas (un ejemplo precoz fue Lorenzo Ghiberti), no fue hasta el Manierismo cuando el pintor y escultor toscano Giorgio Vasari, el autor de las Vite (Le vite de' più eccellenti architetti, pittori, et scultori italiani, da Cimabue insino a' tempi nostri -Vida de los más excelentes arquitectos, pintores y escultores italianos desde Cimabue hasta nuestros tiempos- 1542–1550; segunda edición ampliada en 1568), establece el primer fundamento de la historiografía artística, con énfasis en la progresión y el desarrollo del arte. La suya era una relación personal e histórica, que mostraba biografías de artistas italianos individuales, muchos de los cuales eran sus propios contemporáneos y conocidos personalmente por él. El más renombrado era Miguel Ángel, y Vasari se deja deslumbrar por él, incluso ofuscándose en algunos extremos. Las ideas de Vasari sobre el arte se mantuvieron hasta el siglo XVIII, cuando la crítica procuró nivelar su peculiar estilo de historia personalizada.
Rafaello Borghini realizó una continuación cronológica de las Vite de Vasari donde incluyó los artistas del finales del siglo XVI (Il Riposo, in qui della pittura e scultura si favella, 1584).

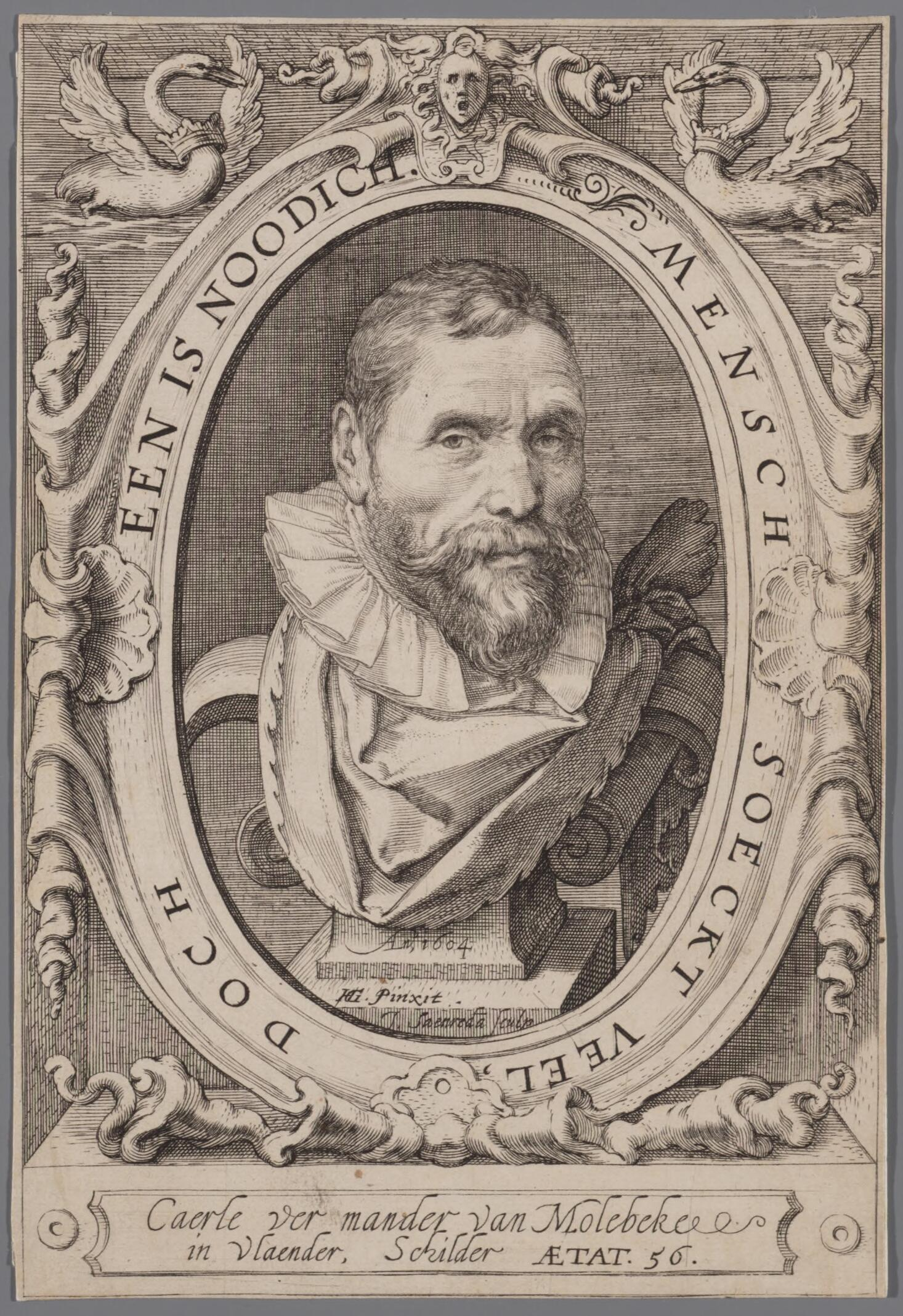
Karel van Mander, por Hendrik Goltzius, 1604. Grabado del Schilderboeck.

El holandés Karel van Mander publicó en Alkmaar en 1604 el Schilderboek, una obra teórica e histórica en cuatro libros donde se trata tanto del arte antiguo como de la pintura italiana del Renacimiento y de los pintores del norte de Europa (su parte más original y valiosa) siguiendo el modelo de las biografías vasarianas.
Contemporáneamente, los tratadistas de arquitectura, con criterio no historiográfico sino técnico o estético, proporcionan en sus obras datos sobre obras del pasado o contemporáneas; italianos como Andrea Palladio, Vincenzo Scamozzi y Sebastiano Serlio, españoles como Diego de Sagredo, portugueses como Francisco de Holanda (De pintura antigua, 1548), franceses como Androuet du Cerceau y Philibert de l'Orme o alemanes como Wendel Dietterlin.
Giovanni Paolo Lomazzo (Tratado dell'arte della pittura, 1584) da abundante información sobre los maestros lombardos.

### Tratados artísticos e historias del arte en elsigloXVII
En el siglo XVII los tratados artísticos se multiplican (Federico Zuccaro, Giovan Battista Agucchi), de entre los que el de Giovanni Pietro Bellori (Vite de'Pittori, Scultori ed Architetti moderni, 1672) supone una superación del modelo vasariano, introduciendo pintura no italiana con el criterio cosmopolita y clasicista de la Academia francesa en Roma (era amigo de Nicolas Poussin), mientras que Filippo Baldinucci (Notizie de' professori del disegno da Cimabue in qua, 1681) es más bien un continuador de Vasari, cuyos datos pone al día y enmienda, además de añadir la información de los artistas posteriores. Centrados en la pintura veneciana están Carlo Ridolfi y Marco Boschini (quien fue el primero en considerar pintores perfectos a no italianos: Rubens y Velázquez). En España, Pablo de Céspedes, Vicente Carducho, Francisco Pacheco o Jusepe Martínez. En Francia introducen la historiografía del arte autores como André Félibien des Avaux (Entretiens su les plus excellents peintres anciens et modernes, 1666) y Roger de Piles (Abregé de la vie des peintres, 1699). En Alemania Joachim von Sandrart (Teutsche Academie, 1675), sigue los modelos de Vasari y Van Mander.
Un debate de la Academia Francesa, suscitado por Charles Perrault en 1687, está en el origen de la polémica intelectual conocida como debate de los antiguos y los modernos, que se relaciona también con un momento crucial en la historia intelectual: la denominada crisis de la conciencia europea.

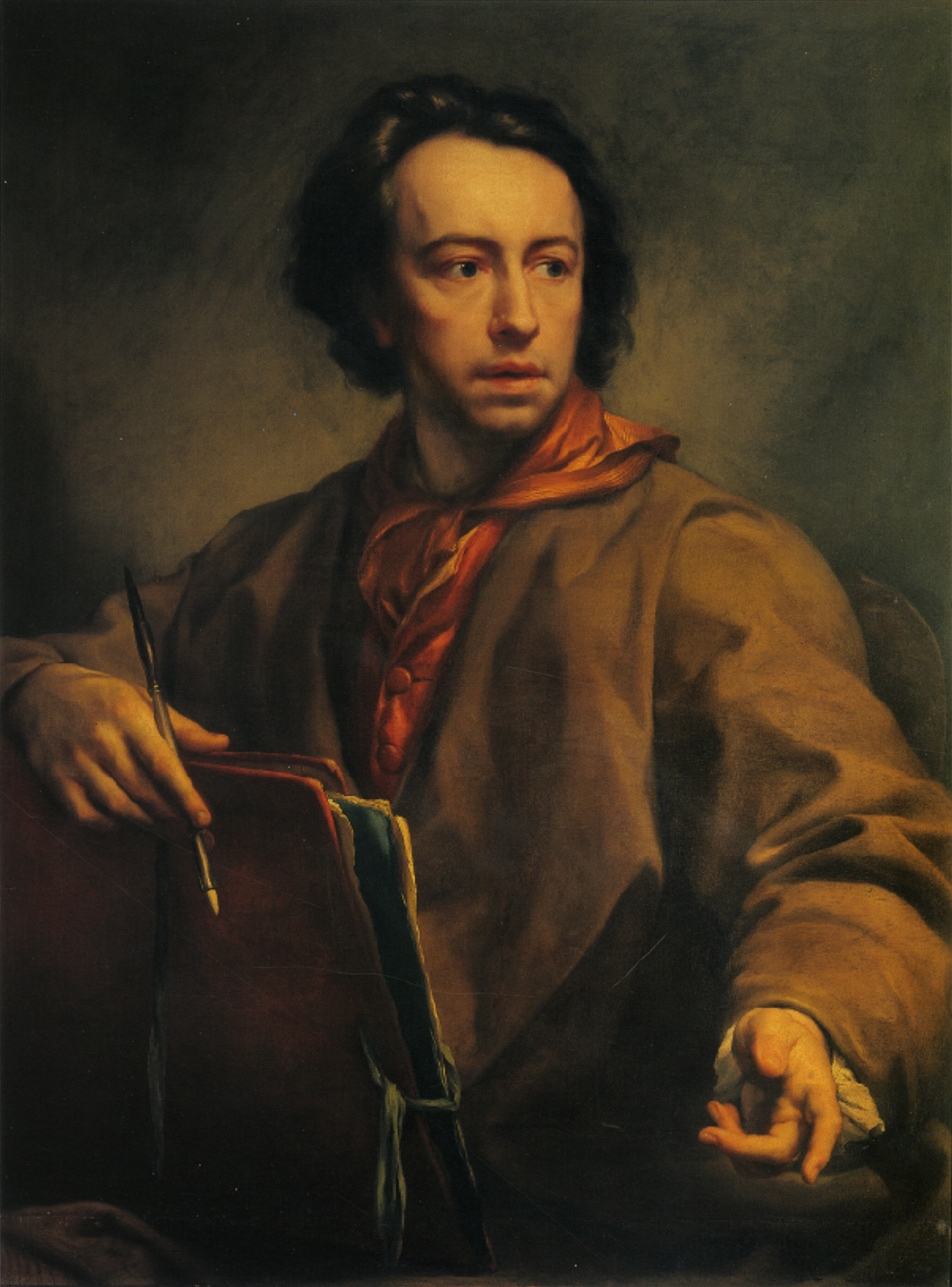
Autorretrato de Mengs, 1775.

### La historia del arte en la Ilustración
En las décadas centrales del ilustrado siglo XVIII, precediendo al triunfo estético del neoclasicismo, se desató una verdadera fiebre arqueológica (Herculano 1711, Palatino de Roma 1729, Villa Adriana de Tívoli, 1734, Pompeya 1748); que particularmente en Inglaterra coincidió con la fiebre palladiana y el inicio de la costumbre aristocrática del Grand Tour. En este contexto se produjo el viaje a Grecia de James Stuart y Nicholas Revett, 1751 (Antiquities of Athens, publicada en 1762) y la aparición de las obras de Caylus (Collection of Antiquities, 1750), Robert Wood (Ruins of Palmyra, 1753 y Ruins of Balbek, 1757), William Chambers (Designs of Chinese Buildings), Robert Adam (Ruins of the Palace of the Emperor diocletian at Spalato, 1764), etc.
Se estaba decantando un cuerpo de conocimientos sobre el arte antiguo que superaban la mera yuxtaposición poco crítica propia de los anticuarios anteriores. Se superó la idea genérica de Antigüedad para diferenciar cada vez más correctamente el arte griego del romano, siendo debatida la prelación estética de uno u otro. Estos intercambios de informaciones y opiniones eran compartidos por una élite ilustrada de tratadistas de arte italianos, que acogieron a destacadas personalidades centroeuropeas: Francesco Milizia, Carlo Lodoli (1690-1761) y Francesco Algarotti (1712-1764), autor de una obra fundamental, Ensayo sobre la arquitectura (1753). Procedente de Bohemia, en los territorios de los Habsburgo de Viena, Anton Raphael Mengs (1728-1779), pintor y teórico del arte (Reflexiones Sobre La Belleza y El Gusto En La Pintura, 1762), participó de ese ambiente intelectual en su estancia en Roma, a partir de la cual se convirtió en un gran difusor tanto en la teoría como en la práctica de ese nuevo gusto; con gran repercusión en España, donde realizó buena parte de su obra. La aportación más decisiva de todo este grupo romano corrió a cargo de un prusiano: Winckelmann, bibliotecario del cardenal Albani y buen amigo de Mengs.
Simultáneamente, en los salones parisinos, el enciclopedista Denis Diderot desempeñó un papel de similar trascendencia en la fundación de la crítica artística desde presupuestos neoclásicos.

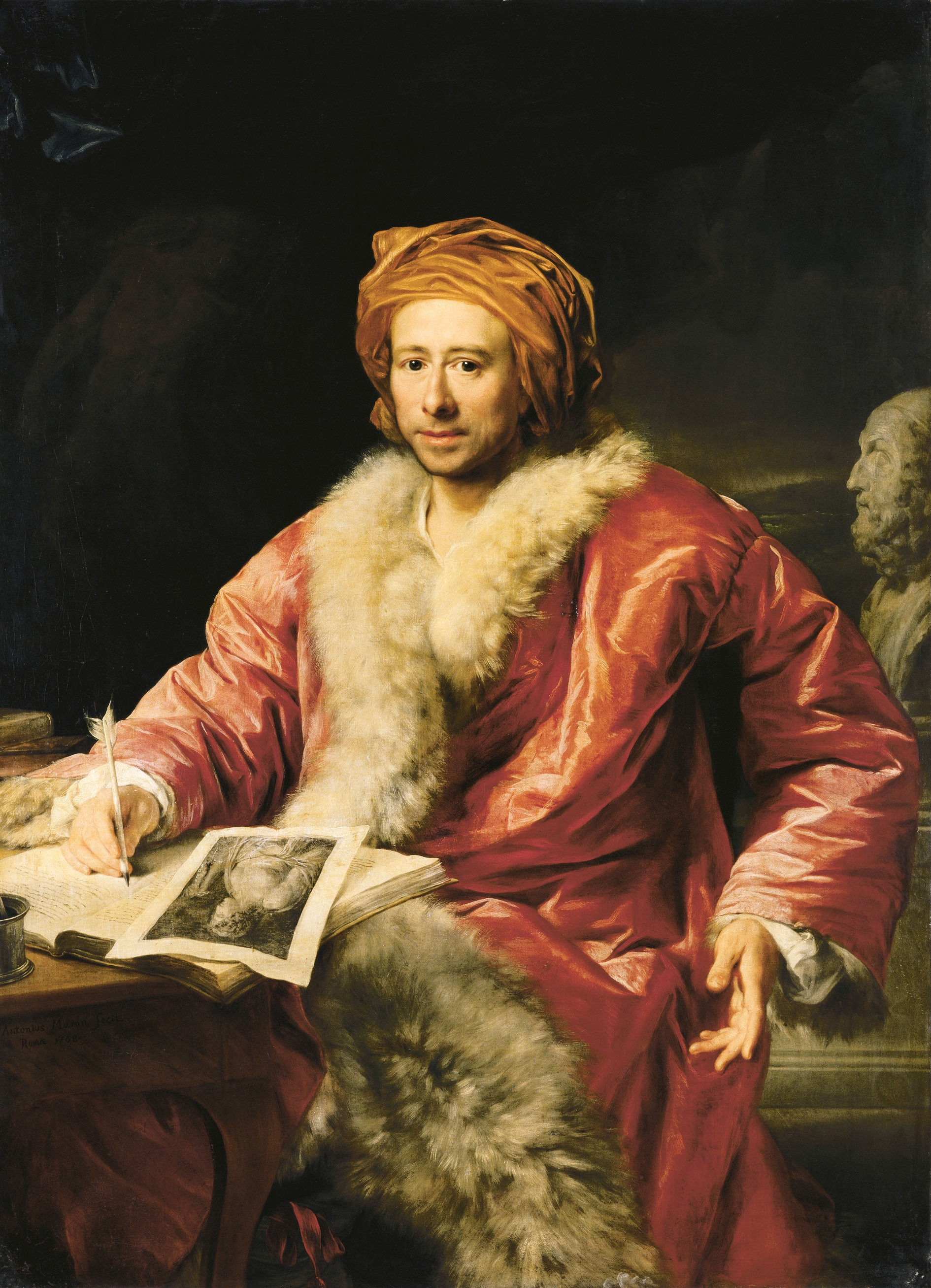
Retrato de Winckelmann, Anton von Maron, 1768.

### Winckelmann y la crítica de arte
Johann Joachim Winckelmann (1717-1768) criticaba el culto que Vasari hacía de la personalidad artística, argumentando que el mayor énfasis debía ponerse en el punto de vista del espectador instruido y no en el del artista carismático. Los escritos de Winckelmann fueron el comienzo de la crítica de arte. Se hizo famoso por su crítica de los excesos artísticos de las formas en el barroco y el rococó, y su propuesta por la reforma del gusto en favor de un neoclasicismo más sobrio, en una vuelta al pensamiento renacentista elemental. En su Historia del arte en la Antigüedad diferencia cuatro periodos: el "antiguo" (que hoy denominamos arcaico), el "sublime" (clasicismo del siglo V a. C.), el "hermoso" (clasicismo del siglo IV a. C.) y la "decadencia" posterior (lo que hoy denominamos helenismo). La novedad metodológica de Winckelmann era esencialmente su pretensión científica, que le hace ser considerado como punto de arranque de la historia del arte.
Luigi Lanzi (Storia pittoria dell'Italia del risorgimento delle belle arte fin preso le fine del XVII secolo, 1789) por el contrario, insistió en la individualidad de los artistas, en la evolución de estilos y escuelas, desde un punto de vista protonacionalista italiano. Plantea científicamente el problema de la atribución de la obra al artista.

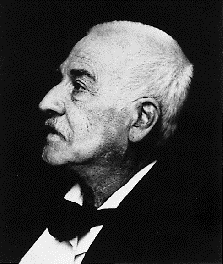
Fotografía de Burckhardt, 1892.

### Jacob Burckhardt
El suizo Jacob Burckhardt (1818-1897), otro de los autores que pueden considerarse como figuras fundacionales de la historia del arte, con su imprescindible obra sobre La Cultura del Renacimiento en Italia (1860), representaba la continuidad de los planteamientos de Winckelmann a lo largo del siglo XIX. Burckhardt señaló que Winckelmann fue el primero en distinguir entre los periodos de arte antiguo y en conectar la historia del estilo con la historia del mundo. Es destacable que, desde Winckelmann hasta el siglo XX, el campo académico de la historia del arte estuviera dominado por personalidades de lengua alemana.

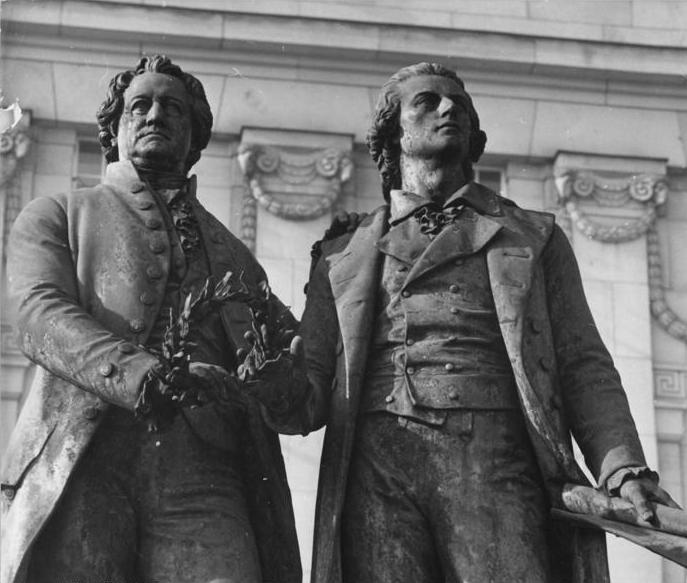
Monumento a Goethe y Schiller en Weimar.

### Romanticismo e idealismo alemán
Winckelmann fue una de las lecturas preferidas de Johann Wolfgang Goethe y Friedrich Schiller, lo que incitó a ambos a escribir sobre historia del arte. La descripción del Laocoonte por Goethe (Sobre Laocoonte, 1798) vino motivada por su deseo de dar respuesta al Laocoonte o sobre los límites en la pintura y poesía de Gotthold Ephraim Lessing (1766, a su vez inspirado por el tratamiento que Winckelmann le dedica a la escultura en su Historia del arte en la antigüedad de 1764, asombrado por el hecho de que el dolor y la muerte pudieran ser objeto de una obra bella). Previamente, el inglés Edmund Burke había publicado su Indagación filosófica sobre el origen de nuestras ideas acerca de lo sublime y lo bello (1756) donde fija el concepto de lo sublime: lo que causa terror o inquietud, pero atrae irresistiblemente; a diferencia de lo pintoresco (otro término fijado con un nuevo uso estético en la Inglaterra del siglo XVIII) que es simplemente sorprendente, seductor y singular, que invita a una contemplación placentera. Todo ello en clave prerromántica, para justificar el goce estético que producen las ruinas, por un lado, o los terribles espectáculos de la naturaleza (tormentas, precipicios), por otro.
El surgimiento del arte como un tema principal de la especulación filosófica se asentó con la aparición de la Crítica del Juicio de Immanuel Kant en 1790, seguida por las Lecciones sobre Estética de Hegel (impartidas en su cátedra de Berlín desde 1818 y recopiladas tras su muerte en 1831).

### Rumohr y la Escuela berlinesa
Karl Friedrich von Rumohr (Italienische Forschungen, 1827-1831) desarrolló una historiografía del arte basada en el estudio crítico de las fuentes primarias investigadas en archivo, en búsqueda de una mayor objetividad.
La filosofía hegeliana sirvió de inspiración directa a la obra de Karl Schnaase (1798–1875, Niederländische Briefe) que estableció los fundamentos teóricos de la historia del arte como disciplina autónoma. Su Geschichte der bildenden Künste, uno de los primeros manuales de esta disciplina, que cubre desde la Antigüedad hasta el Renacimiento, facilitó su enseñanza en las universidades de lengua alemana. Por la misma época se publicó una obra similar de Franz Theodor Kugler (1808-1858).

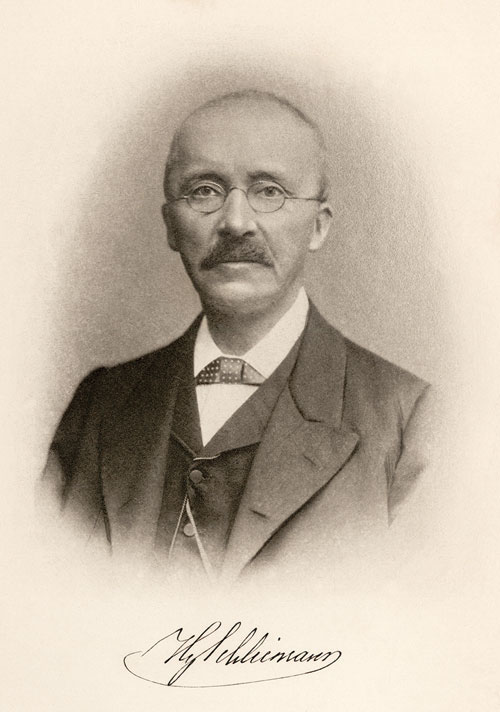
Schliemann, que realizó las excavaciones de Troya y Micenas con un polémico criterio: la aceptación de la validez arqueológica de lo registrado literariamente en los mitos griegos.

### Ruskin
El polígrafo inglés John Ruskin (1819-1900, Modern Painters, by a Graduate of Oxford -1839-, Seven Lamps of Architecture -1849-) tuvo en la estética y la crítica de arte uno de sus campos fundamentales. Aunque su aproximación al arte no era esencialmente historiográfica, sostenía la superioridad de los paisajistas modernos sobre los viejos maestros, mientras que en el ámbito de la arquitectura y de las artes decorativas, por el contrario, abominaba de la industrialización y de la utilización de los nuevos materiales (sobre todo de los motivos decorativos sacados a molde en hierro colado) que veía como una mentira frente a la honradez tradicional de los saberes tradicionales artesanos, manteniendo posturas que, por un lado, le asemejan a conservadores y reaccionarios y, por otro, estaban en línea con algunas de las críticas sociales de los socialistas utópicos, en concreto precediendo las propuestas de William Morris y el movimiento Arts and Crafts.

### Los arqueólogos delsigloXIX: la época del imperialismo
Desde la expedición napoleónica a Egipto (1798) se produjo un verdadero saqueo de materiales arqueológicos de todo el Próximo Oriente y la propia Grecia, que se encauzó en su mayor parte hacia los museos de las capitales de las principales potencias europeas (Louvre, British Museum -mármoles de Elgin- y museos de Berlín -Altes Museum, Altar de Pérgamo-, Múnich -Glyptothek, Staatliche Antikensammlungen-, Viena o, más modestamente, el Arqueológico de Madrid).
La profesionalización de la romántica figura del arqueólogo (Champollion, Ippolito Rosellini, Heinrich Schliemann, Robert Koldewey, Augustus Pitt Rivers, Flinders Petrie; ya en el siglo XX Arthur Evans, Howard Carter o Mortimer Wheeler) conllevó el establecimiento progresivo de unos procedimientos adecuados de excavación y tratamiento de la información, lo que dio origen a una arqueología sistemática, celosa de su consideración como ciencia que pretende aplicar rigurosamente un método científico; y que se encauzó institucionalmente a través de la creación de sociedades arqueológicas  (desde 1829 en que Friedrich Wilhelm Eduard Gerhard crea en Roma el Instituto di corrispondenza archeologica-Institut für archäologische Korrespondenz -Instituto de correspondencia arqueológica).
Tales instituciones, reproducidas en el ámbito nacional en cada país, fueron el equivalente de las sociedades científicas aplicadas a la demostración competitiva de la presencia nacional en otros ámbitos, como el geográfico (a veces fueron explícitamente denominadas sociedades coloniales); todas ellas enmarcadas en la carrera por el reparto colonial del mundo propio del imperialismo.

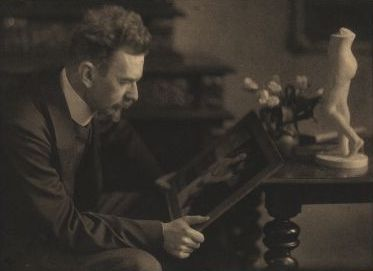
Fotografía de Wölfflin contemplando un cuadro. Comienzos del (el fotógrafo, Rudolf Dührkoop, murió en 1918).

### Wölfflin y el análisis estilístico
Heinrich Wölfflin (1864-1945), que había estudiado con Burckhardt en Basilea, es el padre de la moderna historia del arte. Enseñó en las universidades de Berlín, Basilea, Múnich, y Zúrich. Muchos de sus estudiantes destacaron por su proyección posterior, como Jakob Rosenberg y Frida Schottmuller. Introdujo una aproximación científica a la disciplina, centrándola en tres conceptos. En primer lugar, intentaba estudiar el arte usando la psicología, particularmente aplicando la obra de Wilhelm Wundt. Argumentaba, entre otras cosas, que arte y arquitectura son buenos si se asemejan al cuerpo humano. Por ejemplo, las casas son adecuadas si sus fachadas parecen rostros. En segundo lugar, introdujo la idea de estudiar el arte con método comparativo. Comparando cada pintura con las demás, era capaz de realizar distinciones de estilo. Su obra Renacimiento y Barroco desarrollaba esta idea, y fue la primera en mostrar estos periodos estilísticos diferenciados uno de otro. Al contrario que Giorgio Vasari, Wölfflin no estaba interesado en las biografías de los artistas. De hecho, proponía una "historia del arte sin nombres". Por último, estudió el arte basado en la idea de la nacionalidad, las escuelas y los estilos nacionales. Estaba particularmente interesado en dilucidar qué había de inherentemente italiano o alemán en la cultura italiana o alemana. Este interés se articuló de forma extensa en su monografía sobre el artista alemán Alberto Durero. En Conceptos fundamentales de la historia del arte (1915) contrapone y define estética clásica y estética barroca, a través de una serie de pares de conceptos (lineal/pictórico, unidad/multiplicidad, etc.).

### La Escuela de Viena de la Historia del arte, precedentes y representantes

#### Primera generación
La “Escuela de Viena de la Historia del Arte”, (muy importante no confundirla con otras escuelas de Viena cuyos campos de estudio eran totalmente distintos), fue una institución creada en la Universidad de Viena a finales del siglo XIX, suponiendo sus años de mayor actividad desde entonces hasta principios del siglo XX. Sus ámbitos de estudio son relativos a la teoría de la historia del arte. Se compone de dos generaciones, la primera protagonizada por Alois Riegl (1858-1905)  y Franz Wickhoff (1853-1909), ambos discípulos del historiador Moritz Thausing (1838-1884). Es crucial mencionar la influencia de Jacob Burckhardt (1818-1897) como antecedente. Esta Escuela supuso el inicio de una corriente intelectual imprescindible para la Historia del Arte moderna. 
Surge como una reacción a los determinismos positivistas. Otorgando una mayor atención al componente formal del arte, así como a una historia del arte sustentada en el desarrollo histórico. Uno de sus principales objetivos será recuperar periodos minusvalorados de la Historia del Arte, entre ellos el Barroco; y presentar el concepto de “Kunstwollen”.

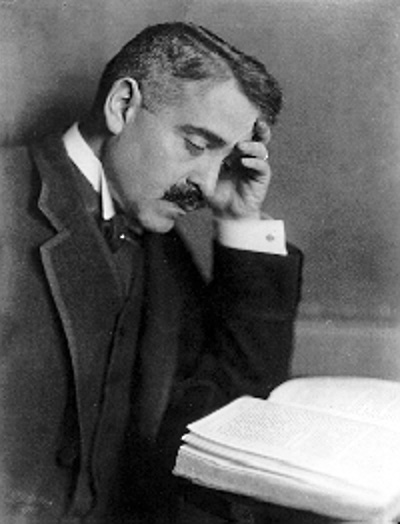
Aby Warburg c. 1900.

#### Precedentes
En esta primera generación serán Riegl y Wickhoff quienes den forma a la conocida Escuela de Viena. No obstante, existieron dos figuras que influenciaron la labor de ambos teóricos y las cuales no hay que dejar de mencionar. En primer lugar, Moriz Thausing, quien también desarrolla su actividad en Viena, realizando publicaciones como Die Stellung der Kunstgeschichte als Wissenschaft (La posición de la Historia del Arte como ciencia), en un anuario de Historia del Arte publicado en Viena. Fue una figura muy importante en el desarrollo de la historiografía en territorio austríaco. Por otro lado, también se ha considerado al suizo Jacob Burckhardt, un nombre clave en el desarrollo de la Historia del Arte, uno de los precedentes de la escuela. Reflexionaría sobre la propia naturaleza de la disciplina histórico-artística, concibiéndola como un eslabón de la historia de la cultura. Según él era necesario comprender la cultura de una época para comprender su arte. Dicha idea sería aceptada por los componentes de la escuela de Viena, siendo uno de los pilares que sentaron las bases teóricas de la misma. 

#### Alois Riegl (1858 - 1905)

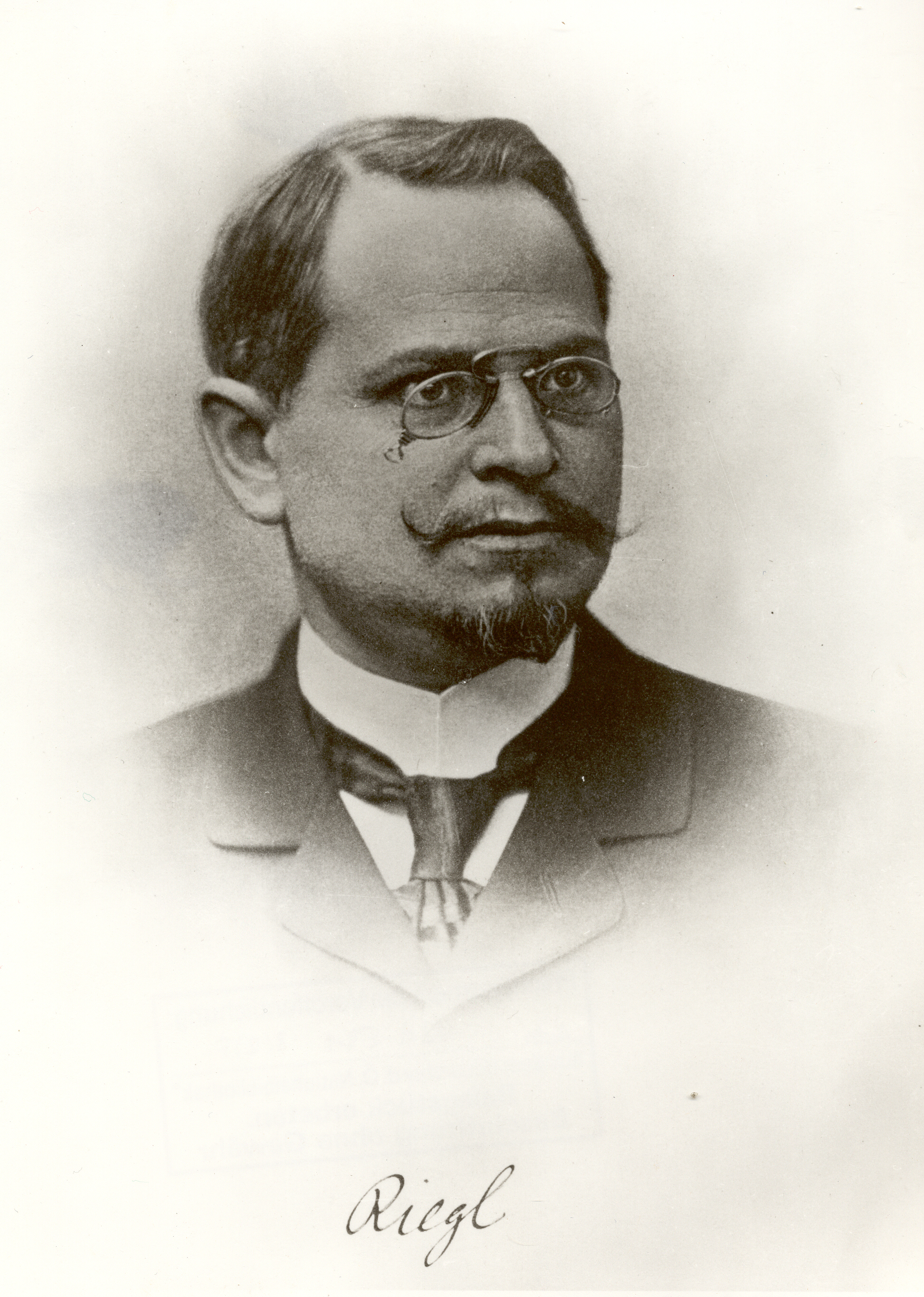
Alois Riegl

Alois Riegl (1858 – 1905) fue un importante teórico de la historia del arte de origen Austro húngaro. Es considerado además como uno de los padres de la Escuela de Viena, ejerciendo como conservador del Museo austriaco para el arte y la industria, así como profesor de la Universidad de Viena. Influenciado por las teorías de Jacob Burkchardt, el positivismo del medio de Hippolyte Taine y la metodología formalista, desarrolla el concepto de kunstwollen o voluntad artística. El propio Riegl define este concepto como una fuerza real y abstracta que supera al individuo y está presente en cada época, siendo la que determinará el arte que se produzca en cada momento histórico. Este, podrá orientarse de dos maneras: hacia un proceder táctil o háptico, donde la forma se manifiesta desde una visión próxima que aísla sus elementos, o hacia un proceder visual u óptico, siendo la forma la consecuencia de una visión lejana e integradora. 
Sus principales obras son Problemas de estilo. Fundamentos para una historia de la ornamentación (1893) donde estudia ciertos motivos ornamentales desde la prehistoria hasta el arte islámico, defendiendo la independencia entre forma y técnica al constatar la presencia de idénticos motivos en culturas dispares.  El arte industrial tardo romano (1901) tratará de resumir el cambio de la percepción táctica a la óptica, afirmando que los estilos cambian, no se degeneran. Y El culto moderno a los monumentos (1903) reflexiona sobre la relación entre los monumentos y las sociedades a lo largo del tiempo.
Asimismo, fue un férreo defensor de los estilos considerados decadentes, tales como el barroco o el propio arte tardo romano, contribuyendo a la desaparición de la valoración con base en unos estilos ideales. Aun así, sus estudios no estuvieron exentos de crítica, alegando que el concepto de kunstwollen anulaba la posibilidad de una historia del arte crítica y la incongruencia en algunas de sus afirmaciones, encontrándose varias voluntades artísticas en un mismo momento histórico. De igual manera, su legado no solo en la Historia del arte si no en las teorías de restauración y conservación de bienes hacen de su figura una de las esenciales en lo que respecta al legado de la Escuela de Viena y la disciplina en sí misma. 

#### Franz Wickhoff (1853 - 1909)

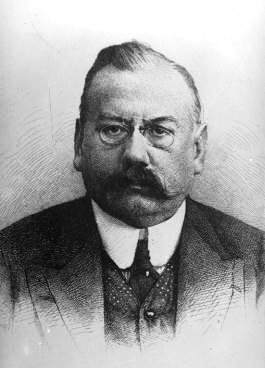
Wickhoff

El historiador del arte austriaco es considerado el fundador de la Escuela de Viena. Su actividad se centró en la investigación histórica y filológica, además de interesarse en los periodos de “decadencia”. Prestó gran atención al arte italiano, tanto al del renacimiento como al arte romano; además de darle gran importancia a la iconografía. Se interesó también por movimientos artísticos menos europeo centristas como el arte asiático o movimientos coetáneos a él como el impresionismo. En el año 1895 publica la obra El Génesis de Viena donde estudia un códice miniado del siglo IV. A raíz de este estudio sustituye la consideración del arte romano como una mera copia del arte griego. En lugar de eso, concibe el arte romano como el ámbito de transformación de los estilos clásicos para adaptarse a los valores cristianos recientes. Por otro lado, su mayor aportación es ¿Qué es lo feo?, un discurso que dio en una conferencia en el año 1898 en defensa de la obra de Klimt. Defiende que el presumible tono decadente no era intrínseco a la obra de Klimt, sino a la mirada de los espectadores aún acostumbrados a normas clásicas. En este discurso también señala la necesidad de suprimir categorías estéticas al estar contaminadas por condicionantes históricos.

#### Segunda Escuela de Viena
La segunda generación de profesores de la Escuela de Viena estuvo conformada por Max Dvôrak (1874- 1923), Hans Sedlmayr (1896-1984) y Otto Pächt (1902-1988), todos ellos de origen austríaco, cuya intención fue la de superar las teorías positivistas en auge tiempo atrás y recuperar una serie de periodos artísticos infravalorados, además de volver sobre los pasos de la 1.ª generación de la Escuela de Viena y abordar la cuestión del kunstwollen. Max Dvôrak, influenciado por Burckhardt, secundaba que el arte era producto del espíritu imperante en la época Historia del arte como historia del espíritu (1928), por lo que entendía la disciplina de la historia del arte como un seguimiento de la evolución espiritual de las sociedades. Comprendía que esta cosmovisión afectaba tanto a las formas producidas como al propio concepto de arte. Hans Sedlmayr, por otra parte, entendía la obra artística como un conjunto de forma, contenido y materia concebido como un todo. Desarrolla lo que denomina método de las formas críticas, el cual alude a que las formas más relevantes de una época son las más criticadas, debido a que las sociedades receptoras de las mismas no manejan el lenguaje que les permita entenderlas. Estas formas son entendidas por el teórico como los síntomas que destacan en cierto período y que se relacionan de esta forma con el espíritu absoluto, convirtiéndose en hitos de las diferentes etapas artísticas. Algunas de sus obras más destacadas fueron La lógica de la Historia del Arte (1949) y La revolución del arte moderno (1955). En último lugar y relativo a Otto Pächt, este secundaba que la prioridad a la hora de elaborar una historiografía artística era la formulación de una simbiosis entre el objeto artístico en sí y el contexto general, es decir, de lo particular a lo general. Además, se debían analizar las producciones anteriores y posteriores para poder analizar correctamente las características de la obra a estudiar Una de sus obras de mayor relevancia fue Methodisches zur kunsthistorischen Praxis (1977). Otros de los instructores más sobresalientes de esta generación fueron Julius Von Schlosser, Hans Tietze, Karl Maria Swoboda, Josef Strzygowski o Guido Kaschnitz von Weinberg, entre otros.

### Warburg, Panofsky y la iconología
La comprensión actual del contenido simbólico del arte proviene de un grupo de intelectuales que se formó en el Hamburgo de los años 1920. Los más destacados entre ellos eran Erwin Panofsky (Estudios de iconología, 1939), Aby Warburg y Fritz Saxl. Juntos, e influenciados por otros intelectuales de la época, como Ernst Cassirer, desarrollaron la mayor parte del vocabulario que continúa usándose por los historiadores de finales del siglo XX y comienzos del XXI.  "Iconografía" (del griego eikon —icono, imagen— y graphien —grafía, escritura, descripción—) se refiere al asunto artístico derivado de fuentes escritas, especialmente bíblicas o mitológicas. "Iconología" (con el sufijo logos —discurso, tratado, ciencia—) es un término más amplio que se refiere a todo tipo de simbolismo, se derive de un texto específico o no. Los historiadores del arte no coinciden en un uso preciso de ambos términos, y suelen utilizarlos indistintamente. Según Panofsky el estudio concreto de las obras de arte debería constar de tres sucesivos análisis: primero un análisis preiconográfico (donde se ubique en el periodo y el estilo, según sus formas, en términos descriptivos), en segundo lugar un análisis iconográfico (donde se analicen los elementos que acompañan a la obra, sus diferentes atributos o características, identificando el tema en relación con un texto y los elementos figurativos en relación con su función simbólica), y por último un análisis iconológico (donde se estudie su significado conceptual o ideológico en el contexto cultural de su época).
Panofsky, en su obra más temprana, también desarrolló las teorías de Riegl, aunque con el tiempo se mostró más preocupado por la iconografía, y en particular por la transmisión a la Edad Media y al Renacimiento de los temas de la Antigüedad clásica. A este respecto, sus intereses coincidían con los de Warburg, hijo de una rica familia que había reunido una impresionante biblioteca en Hamburgo y se había especializado en la continuidad de la tradición clásica en el arte y cultura posterior. Bajo los auspicios de Saxl, esta biblioteca se convirtió en un instituto de investigación vinculado a la Universidad de Hamburgo, donde Panofsky enseñaba.
Warburg murió en 1929, y en los años treinta Saxl y Panofsky, ambos judíos, se vieron obligados a exiliarse. Saxl se estableció en Londres, llevándose con él la biblioteca de Warburg y estableciendo el Warburg Institute. Panofsky hizo lo propio en Princeton, en el Institute for Advanced Study. Tanto ellos como el resto del gran número de historiadores de arte alemanes que llegaron al mundo académico anglosajón por esa época, alcanzaron una extraordinaria influencia en este, estableciendo la historia del arte como un legítimo campo de estudio. Concretamente, la metodología de Panofsky determinó el curso de la historia del arte en Estados Unidos durante al menos una generación.

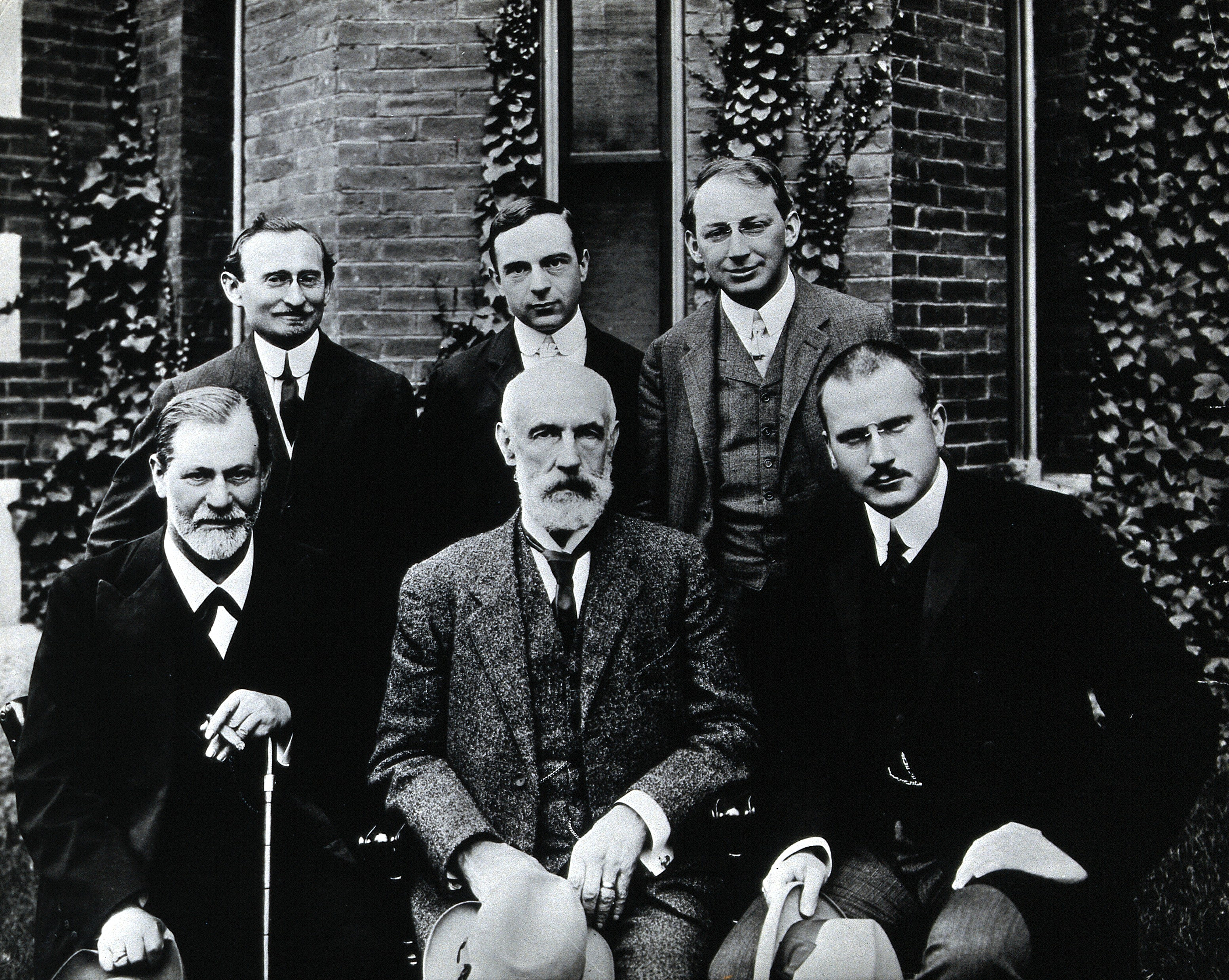
Foto de grupo de 1909 frente a la Clark University. Fila delantera: Sigmund Freud, Granville Stanley Hall, Carl Jung; fila trasera: Abraham A. Brill, Ernest Jones, Sándor Ferenczi.

### Freud y el psicoanálisis
Heinrich Wölfflin no fue el único intelectual que invocaba las teorías psicológicas en el estudio del arte. El propio padre del psicoanálisis, Sigmund Freud, había escrito un libro sobre Leonardo da Vinci, en el que usaba los cuadros de Leonardo para indagar la psique y la orientación sexual del artista. Freud infería de su análisis la probable homosexualidad del de Vinci.
El uso de material póstumo para efectuar el psicoanálisis es un asunto controvertido entre los historiadores del arte, especialmente dado que la moral sexual en tiempos del analizador y del analizado son diferentes; aunque no por ello deja de intentarse frecuentemente. Uno de los más conocidos autores de esta tendencia es Laurie Schnieder Adams, con su manual Art Across Time, además de otros libros, como Art and Psychoanalysis.

#### Jung y los arquetipos
Carl Jung también aplicó la teoría psicoanalítica al arte. Era un psiquiatra suizo, influyente pensador, que fundó la psicología analítica. Su aproximación a la psicología se centraba en la psique a través de la exploración de los mundos del sueño, del arte, de la mitología, la religión y la filosofía. La mayor parte de su trabajo se dedicó a la exploración de la filosofía oriental y occidental, la alquimia, la astrología, así como la sociología de la literatura y el arte. Sus contribuciones más notables incluyen los conceptos de arquetipo, inconsciente colectivo y la teoría de la sincronicidad. Jung creía que la mayor parte de las experiencias percibidas como coincidencias no se debían al mero azar, sino que más bien sugerían la manifestación de hechos o circunstancias paralelas que reflejaban su dinámica determinante. Argumentaba que un inconsciente colectivo y una imaginería arquetípica eran detectables en el arte. Sus ideas se popularizaron sobre todo en el expresionismo abstracto estadounidense de los años cuarenta y cincuenta del siglo XX. Su obra inspiró el concepto surrealista de extraer imágenes de los sueños y el inconsciente.
Jung enfatizaba la importancia del equilibrio y la armonía. Temía que los humanos modernos estuvieran confiando demasiado en la ciencia y la lógica, cuando podrían beneficiarse de integrar la espiritualidad y la apreciación del campo inconsciente. Su obra no solo impactó en
el trabajo analítico de los historiadores del arte, sino que se convirtió en parte integral del trabajo de los artistas. Jackson Pollock, por ejemplo, creó una famosa serie de dibujos para acompañar sus sesiones de psicoanálisis con Joseph L. Henderson, psicoanalista junguiano. Henderson posteriormente publicó los dibujos en una obra dedicada a sus sesiones con Pollock, evidenciando la gran potencialidad del dibujo como herramienta terapéutica.

#### Pollock y Lacan
La huella del psicoanálisis en la historia del arte ha sido profunda y se extiende más allá de Freud y Jung. La destacada historiadora del arte feminista Griselda Pollock, por ejemplo, deriva del psicoanálisis tanto su lectura del arte contemporáneo como la relectura del arte moderno. Su aplicación del psicoanálisis feminista francés, en particular de la obra de Julia Kristeva y Bracha L. Ettinger, así como la aplicación por Rosalind Krauss de la obra de Jacques Lacan y Jean-François Lyotard, o la relectura curativa del arte de Catherine de Zegher han conformado una nueva concepción del hombre y la mujer en la historia del arte.

### Marx y la ideología
A mediados del siglo XX los historiadores del arte se implicaron en una aproximación crítica a la historia social. Su meta era mostrar cómo el arte interactúa con las estructuras de poder en la sociedad. Una de las metodologías que emplearon fue el marxismo, en su aspecto de materialismo histórico. La historia del arte marxista intentaba mostrar cómo el arte se vincula a clases sociales específicas, cómo las imágenes contienen información sobre el mundo de la economía, y cómo pueden utilizarse ideológicamente para hacer parecer natural el statu quo.

#### Greenberg
Uno de los más destacados historiadores marxistas del arte fue Clement Greenberg (1909-1994), quien popularizó a finales de los años 1930 su ensayo "Vanguardia y Kitsch", en el que propone que la vanguardia surge como una defensa del standard estético frente al declinar del gusto que se produce con la sociedad de consumo de masas, y define kitsch como lo opuesto a arte. Greenberg, posteriormente, proponía que la vanguardia y el modernismo eran medios de resistir la nivelación de la cultura producida por la propaganda capitalista. Greenberg se apropió de la palabra alemana kitsch para describir el consumismo, aunque las connotaciones negativas del término han cambiado desde entonces, para pasar a connotar una noción más afirmativa de los materiales que la cultura capitalista reutiliza o recicla. En obras posteriores Greenberg examinó las propiedades formales del arte moderno.

#### Schapiro, Hauser y Clark
Meyer Schapiro (1904-1996) es uno de los más influyentes historiadores marxistas del arte de mediados del siglo XX. Aunque escribió sobre muchos periodos y temas, es sobre todo recordado por su comentario a la escultura del Medievo final y el renacimiento temprano, en donde ve evidencias del surgimiento del capitalismo y el declive del feudalismo (transición del feudalismo al capitalismo).
Arnold Hauser (1892-1978) escribió el primer manual de historia marxista del arte occidental: Historia social de la literatura y el arte (The Social History of Art), en el que intenta mostrar cómo la conciencia de clase se refleja en cada periodo artístico. Su obra suscitó una fuerte controversia en los años 1950, sobre todo debido a sus generalizaciones aplicadas a eras enteras, una estrategia que sus detractores denominan marxismo vulgar.
T. J. Clark (n. 1943), desde una perspectiva marxista, propone superar tales generalizaciones, proporcionando ejemplos con historias marxistas de varios artistas impresionistas y realistas, como Gustave Courbet o Édouard Manet. Sus obras se centran estrictamente en el clima político y económico en que se crea el arte.

#### Antal
El húngaro Friedrich Antal (1887-1954, La pintura florentina y su ambiente social, 1948), aplicó la metodología de Aby Warburg desde un punto de vista marxista. Discípulo de Wölfflin y de Max Dvorak, participó de un grupo intelectual (Sonntagskreis) que incluía al filósofo Georg Lukács, el sociólogo Karl Mannheim y los historiadores del arte Arnold Hauser y Johannes Wilde. Tras dirigir la socialización de las colecciones artísticas en la revolución comunista húngara de 1919, pasó a Alemania y luego a Inglaterra, donde contactó con Anthony Blunt.

#### Francastel y la Escuela de Annales
Pierre Francastel (1900-1970)  desarrolló una sociología del arte cercana a la metodología historiográfica de la también francesa Escuela de Annales.

#### Argan y la «muerte del arte»

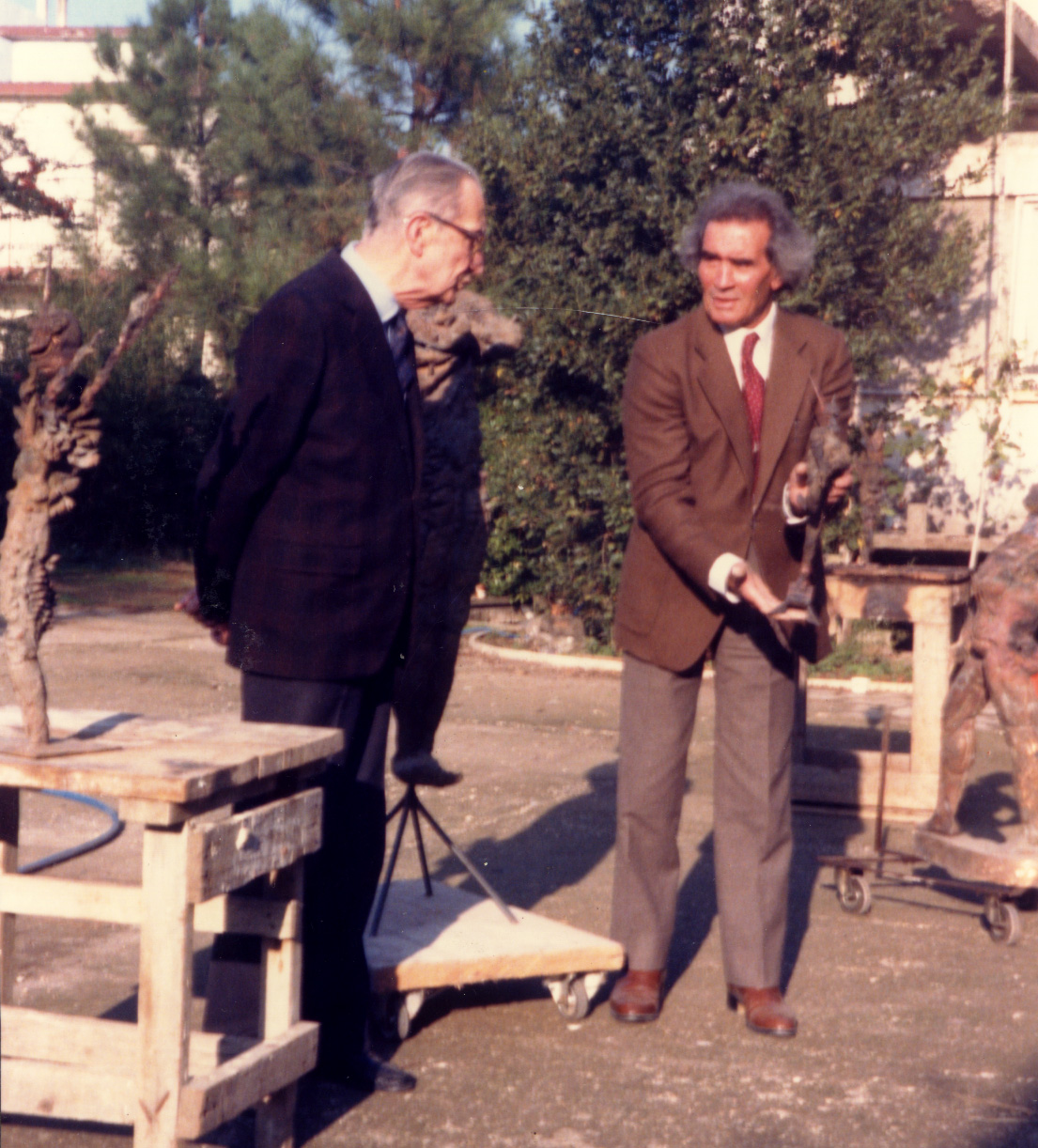
Argan observa la obra del escultor Francesco Libonati.

El catedrático italiano Giulio Carlo Argan (1909-1992), que inició su carrera profesional bajo el fascismo (estudios sobre Andrea Palladio, Sebastiano Serlio, arquitectura medieval y un manual de historia del arte muy difundido en la enseñanza), tras la Segunda Guerra Mundial se convirtió en la referencia de la izquierda italiana en cuestiones estéticas,  destacando por su defensa del arte moderno (Henry Moore, 1948; Walter Gropius e la Bauhaus, 1951; La scultura di Picasso 1953; Pier Luigi Nervi, 1955) y su renovada consideración de los periodos anteriores bajo una aplicación muy personal del método iconológico (Brunelleschi, 1955; Fra' Angelico, 1955; Botticelli, 1957; Borromini, 1952; L'architettura barocca in Italia, 1957; L'Europa delle capitali, 1964), incluyendo la revalorización del neoclasicismo (Canova). Desde una perspectiva marxista, considera el arte (de cualquier época) como el desarrollo de la materia producido por el trabajo. En la fase post-histórica que se abre tras el desarrollo y agotamiento de la modernidad (más tarde denominada postmodernidad) entiende la cultura actual como una «muerte del arte».
La tecnología artesanal ha sido sustituida por la tecnología industrial. Si previamente el arte tenía una misión directiva proporcionando sus modelos a la industria; en la actualidad es la industria la que proporciona los modelos al arte. Si el arte de la época del artesanado y la sociedad teocrática se fundamentaba en la naturaleza (o la divinidad), el arte actual se refiere a la vida y a la actividad social sin distinción entre sujeto y objeto. El destino ya no depende de Dios sino de la dinámica productiva y social. La salida o solución que propone para el arte en peligro de muerte es entenderlo como algo no acabado, sino como proyecto o modelo de acción (praxis), ejemplificado en el urbanismo.

### Nochlin y el feminismo
El ensayo de Linda Nochlin (n. 1931) "Why have there been no great women artists?" (¿Por qué no han existido grandes artistas mujeres?) inauguró con un gran impacto la historia feminista del arte en los años setenta del siglo XX. Esta década fue una gran momento para la creación de un texto crítico, profundo y rebelde, que Nochlin supo aprovechar para promover nuevas ideas enfocadas a la historia del arte feminista. Este texto, que será su principal publicación sobre la materia, se centra en demostrar las dificultades que tienen las mujeres para hacerse conocer en la historia del arte. No va a ser el único, ya que ha publicado numerosos artículos y estudios sobre esta cuestión.
Por tanto, tuvo gran repercusión a la hora de confrontar muchos de los perjuicios de género. Estos prejuicios estaban presentes desde el inicio de la historia del arte como modalidad científica. Sacó principalmente la conclusión de que había poca presencia de las mujeres a lo largo de la historia, debido a que los estándares de lo que se consideraba grandeza o destreza artística solo incluían a los hombres.
Las reflexiones de Nochlin planteadas en el artículo anteriormente, llegarían a removieron las raíces más arraigadas de lo que se entendía como genio y autor, y sigue siendo uno de los más leídos sobre reivindicaciones de arte feminista. En él, aplica un marco crítico para mostrar la exclusión sistemática de la mujer de la educación y producción artística.
Nochlin busca respuestas a su gran pregunta sobre la aparente inexistencia de grandes mujeres artistas. Se aventura a decir que sí que existieron y en gran cantidad. Por tanto, va a intentar recuperar esas producciones enterradas por el tiempo y la escritura del relato del arte masculino, heterosexual, blanco y occidental. Nochlin defiende que nuestra mirada debe dirigirse hacia las instituciones y estructuras en las que algunas voces tienen más autoridad que otras. Tras esto, en colaboración con la historiadora del arte Ann Sutherland Harris, amplió estas reflexiones sobre las mujeres y el arte en el ámbito curatorial, con la exposición de 1976 "Women Artists: 1550-1950" (Mujeres artistas: 1550-1950), donde recopiló la historia y la vida artística de más de ochenta mujeres artistas de distintas épocas. Esta exposición fue su segundo gran aporte a la historia del arte, ya que proporcionó una nueva visión sobre las mujeres en el arte, demostrando que las mujeres artistas eran muchísimo más numerosas de lo que se pensaba y sobre todo a partir del siglo XX.
La labor que hizo Linda Nochlin a lo largo de su trayectoria invita a reflexionar sobre la falta de reconocimiento histórico hacia las mujeres artistas, planteando la necesidad de revisar y ampliar los archivos para destacar su contribución. Como, por ejemplo, sobre estudios históricos referentes a lugares como Londres o París, donde las mujeres tuvieron un acceso más temprano al arte. Sugiere que la falta de visibilidad se debe a limitaciones en oportunidades educativas, categorías preexistentes y omisiones historiográficas y que por ello es vital fomentar la investigación sobre las contribuciones femeninas a la Historia del Arte.
Y aunque se la recuerda principalmente por sus grandes aportaciones al ámbito feminista del arte, es un autora tan prolífica que ha tratado temas de todo tipo y condición. Desde investigaciones sobre la Revolución Francesa, pasando por el impresionismo, Courbet o el realismo del siglo XIX.
Griselda Pollock  es otra destacada historiadora del arte feminista, cuyo uso de la teoría psicoanalítica, tiene como inspiración los textos de Nochlin. Aparte de Pollock, es importante destacar que las ideas de Linda han influenciado a la conocida historiadora del arte feminista: Lisa Tickner. En comparación con el pasado, sabemos mucho más de las mujeres artistas gracias a la labor que hizo Linda Nochlin.

### Barthes y la semiótica
Como opuesta a la iconografía, que busca identificar el significado, la semiótica se preocupa por la forma en que se crea el significado. Los significados connotados y denotados, en expresión de Roland Barthes (1915-1980) son primordiales para tal tipo de examen. La interpretación de cualquier obra de arte depende de la identificación del significado denotativo (denotación, el reconocimiento de un signo visual) y el significado connotativo (connotación, las asociaciones culturales instantáneas que vienen junto con el reconocimiento). La principal preocupación del historiador de la semiótica del arte es encontrar vías para navegar por el significado connotado e interpretarlo.
La historia semiótica del arte busca desvelar el significado o significados codificados de un objeto estético por el examen de su conexión a una conciencia colectiva.  Los historiadores del arte no suelen pertenecer a ninguna rama particular de la semiótica, pero suelen construir una versión ecléctica de todas ellas que incorporan a su instrumental analítico. Por ejemplo, Meyer Schapiro (ya tratado en la sección de marxismo) utiliza el significado diferencial de Ferdinand de Saussure en un esfuerzo por 'leer' los signos que existirían dentro de un sistema. Según Schapiro, para entender el significado de la frontalidad de un contexto pictórico concreto, debe ser diferenciado de, o ser visto en relación con, posibilidades alternativas, como un perfil, o una postura en tres cuartos. Schapiro combinaba este método con el trabajo de Charles Sanders Peirce (1839-1914) cuyo objeto, signo e interpretación proporciona una estructura para su aproximación. Alex Potts demuestra la aplicación de los conceptos de Peirce a la representación visual mediante su examen en relación con la Mona Lisa, viendo este cuadro como algo más allá de su materialidad para identificarlo con un signo. Entonces es reconocido como referente a un objeto fuera de sí mismo, una mujer (Mona Lisa). La imagen no parece denotar un significado religioso y puede por tanto asumirse que es un retrato. Esta interpretación conduce a una cadena de interpretaciones posibles: ¿quién era el modelo en relación con Leonardo da Vinci? ¿qué significado tenía para él?, o ¿quizá era un icono que representaba a todas las mujeres?. Esta cadena de interpretación, o "semiosis ilimitada", no tiene fin; el trabajo del historiador del arte es poner fronteras a las posibles interpretaciones tanto como revelar nuevas posibilidades.
La semiótica opera bajo la teoría de que una Imagen sólo puede ser entendida desde la perspectiva del observador. El artista es suplantado por el observador como proveedor de significado, incluso hasta el punto de que una interpretación sigue siendo válida independientemente del hecho de que fuera inconcebible para el creador del objeto artístico. Rosalind E. Krauss (n. 1941) expuso este concepto en su ensayo In the Name of Picasso (En nombre de Picasso). Denunciaba el monopolio del significado por parte del artista, e insistía en que el significado sólo puede producirse después de que la obra se haya abstraído de su contexto social e histórico. Sólo reconociendo esto puede abrirse el significado a otras posibilidades interpretativas, como las del feminismo o del psicoanálisis.

## Organización profesional
Las fechas indican el año de comienzo de edición de las revistas, algunas ya desaparecidas
En los Estados Unidos, la organización más importante de la historia del arte es la College Art Association. Organiza una conferencia anual y publica el Art Bulletin y el Art Journal. Organizaciones similares existen en otras partes del mundo, así como especializadas (de arquitectura, del Renacimiento...). En el Reino Unido, la Association of Art Historians es la principal organización, y publica una revista titulada Art History. Otras revistas del ámbito anglosajón son el Burlington Magazine (1904), el Journal of the Warburg and Courtalaud Institute (iconología, 1937), Architectural Review (1926) Apollo (revista) (coleccionismo y antigüedades, 1928); el Bulletin of the Art Institute of Chicago, Art in America (1913), Journal of the Society of Architectural Historians (Illinois, 1942) y Journal of Aesthetics and Art Criticism (Cleveland, 1948).
Las principales revistas de otros países europeos son: en Italia Paragone Arte (1950, Roberto Longhi), Critica d'arte (orientación puro-visibilista, 1950, L. Venturi y M. Salmi), Storia dell'arte (Giulio Carlo Argan); y las arquitectónicas Psicon (iconológica, M. Fagiolo y E. Battisti) Controspazio (P. Portoghesi) y restringidas a la arquitectura contemporánea Casabella y Domus (revista) (orientación semiológica, 1928). En Francia Gazette des Beaux Arts (1859) y Revue de l'art (1968). En los países germanófonos, la clásica prusiana Jahrbuch der Preussischen Kunstsamlungen (1880-1943) y su homóloga vienesa Jarbuch der Kunsthistorische Sammuungen des A. H. Kaiserhauses (1883), así como las más recientes Mitteilungen des Kunshistorisches Institutes in Florenz (especializada en arte italiano, 1957) y Bibliographie zur Symbolik Ikonographie und Mytologie (1968). También son destacables la holandesa Oud Holland (1884) y la belga Bulletins de l'Institut Royal du Patrimonie artistique (1958).

## Estudios de historia del arte en la Francia contemporánea

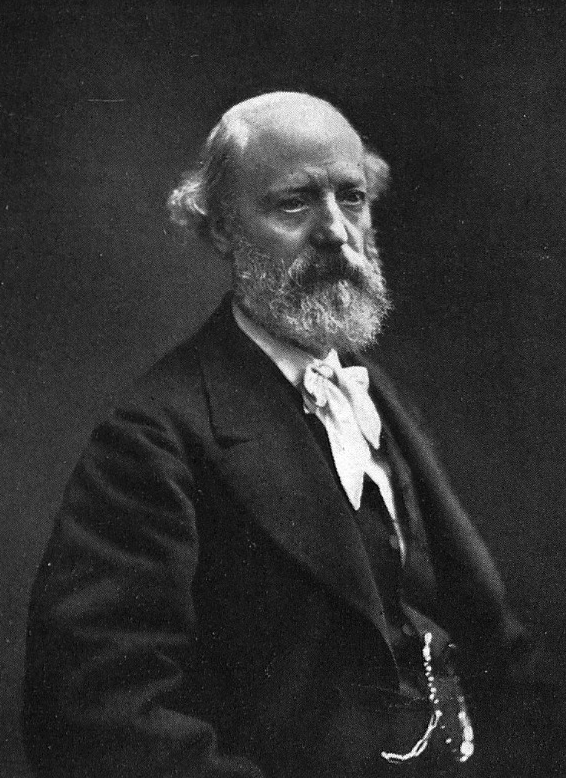
Viollet-le-Duc.

Los estudios sistemáticos de historia del arte se inician en la Francia del siglo XIX con Antoine Chrysostome Quatremère de Quincy (Dictionnaire historique d'architecture, 1832) y el propio arquitecto historicista Eugène Viollet-le-Duc (Diccionnaire d'architecture, 1868, cuyos criterios sobre la reconstrucción neogótica de monumentos medievales eran más bien los de una recreación que los de una restauración respetuosa, propia de la sensibilidad conservacionista posterior); además de, en otros ámbitos, Jules Quicherat (1814-1882), Marcel Reymond, Séroux d'Agincourt, Jules Labarte, Jules Renouvier y Louis Dimier (comprometido activamente en política con los monárquicos de extrema derecha -Action Française-). Desde una perspectiva actual, se suele acusar a la historiografía francesa del siglo XIX de etnitización y construcción de mitos raciales. Hippolyte Taine, influido por Auguste Comte, fue el primer catedrático de historia del arte en la École des Beaux-Arts de París.
La crítica de arte, que se había iniciado en el XVIII con el enciclopedista Denis Diderot, tuvo su máxima expresión en el siglo XIX con Charles Baudelaire, que comenzó con la crítica a los salones de 1845 hasta 1858, y publicó como obras extensas Curiosités exthétiques y L'art romantique.
En sus secciones correspondientes se ha tratado de grandes autores del siglo XX, como Pierre Francastel y Roland Barthes.

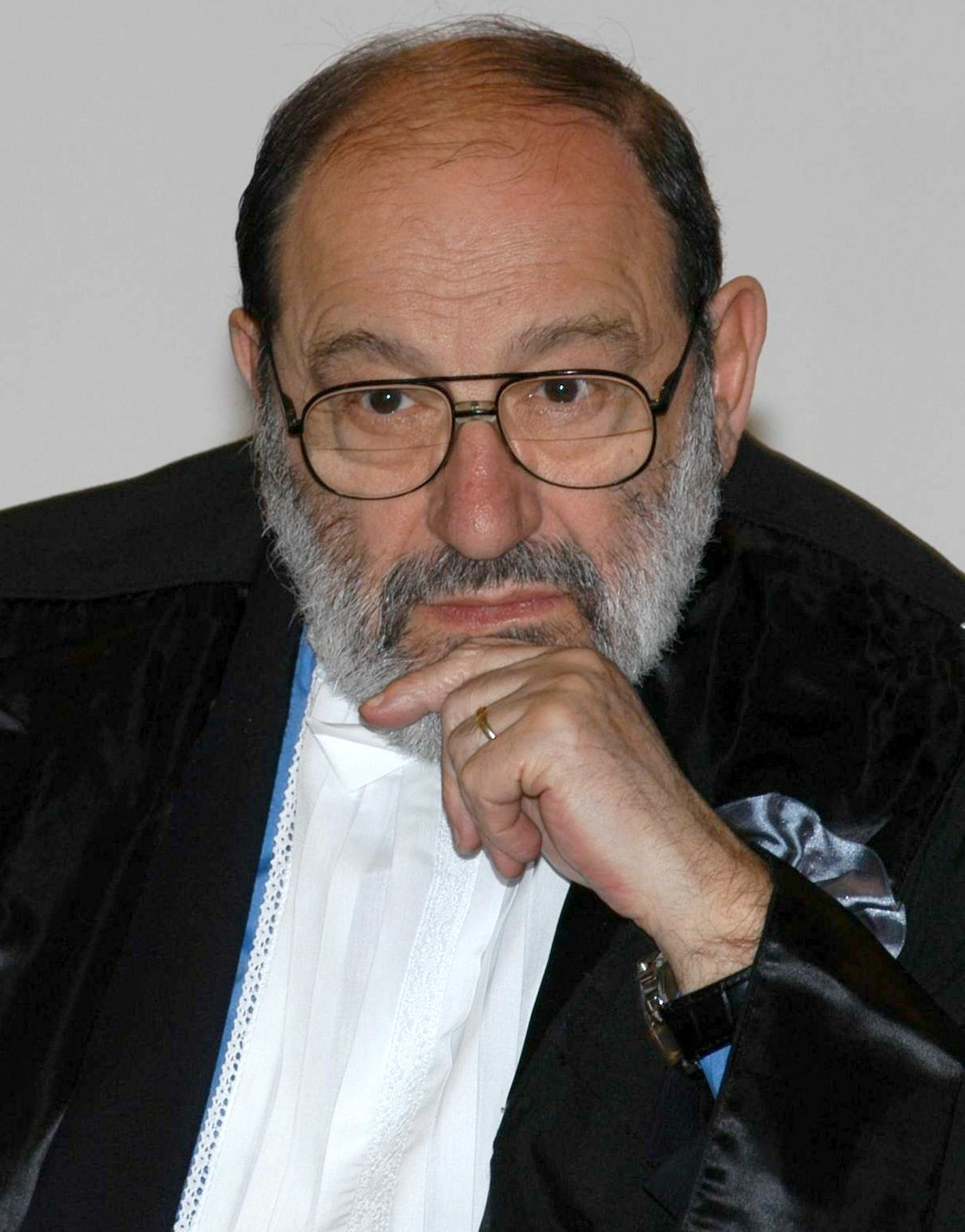
Umberto Eco.

## Estudios de historia del arte en la Italia contemporánea
Adolfo Venturi inicia la enseñanza universitaria de la historia del arte medieval y moderno en Roma en 1896. Entre sus discípulos estuvieron Pietro Toesca, su hijo Lionello Venturi (uno de los privados de su cátedra por oponerse al fascismo, y que continuó su carrera en Francia y los Estados Unidos), Roberto Longhi, Anna Maria Brizio, Edoardo Arslan, Geza de Francovich o Guglielmo Aurini.
En su sección se ha tratado de Giulio Carlo Argan, que fue discípulo de Lionelo Venturi, como la mayor parte de los historiadores del arte de su generación: Cesare Brandi, Valentino Martinelli, Maurizio Calvesi, Nello Ponente, Enrico Crispolti, Eugenio Battisti, Luigi Grassi, etc.
El arquitecto Leonardo Benevolo (n. 1923) ha publicado algunos de los más divulgados tratados de historia de la arquitectura.
La aportación a la estética y la historia del arte del semiólogo Umberto Eco ha sido muy importante (Obra abierta, La estructura ausente, Signo, Historia de la belleza, Historia de la fealdad); así como otros desarrollos de lo que se ha denominado teoría del signo (Gillo Dorfles, El devenir de las artes -1959-, Símbolo, comunicación y consumo -1962-; Corrado Maltese, Semiología del lenguaje objetual; Renato de Fusco, Segni, storia progetto dell'architettura -1973-).

## Estudios de historia del arte en España

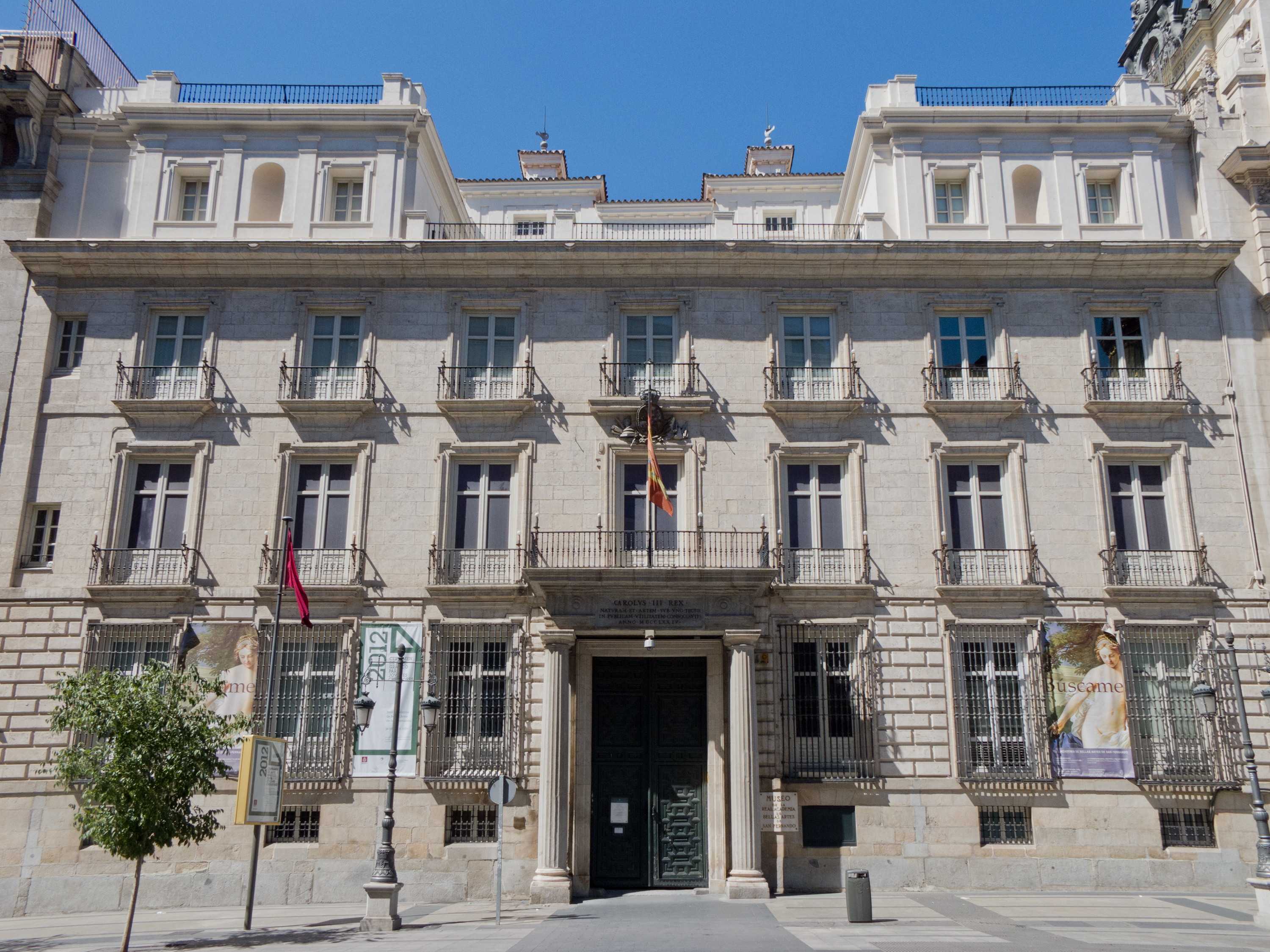
Real Academia de Bellas Artes de San Fernando, en Madrid.

En el mundo académico español, además de los estudios teóricos ligados a las enseñanzas artísticas (de estructura gremial desde la Edad Media y académica desde el siglo XVIII -Real Academia de Bellas Artes de San Fernando-), los estudios de historia del arte se han solido establecer en las facultades de Filosofía y Letras o en las de Historia o Historia y Geografía, como departamento universitario, primeramente como especialidad y en los últimos años cada vez más generalizadamente como licenciatura universitaria diferenciada.
El índice DICE (Difusión y Calidad Editorial de las Revistas Españolas de Humanidades y Ciencias Sociales y Jurídicas) cataloga 25 registros como Historia del Arte y Bellas Artes. General. Dialnet cataloga 245 revistas en su sección Arte (algunas ya desaparecidas).

### Entre las revistas dedicadas a la Historia del Arte pueden destacarse
- Goya (revista) (1954)
- Revista de Ideas Estéticas (1943)
- Traza y Baza (iconología, 1972)
- Archivo Español de Arte (1925)
- Boletín del Seminario de Estudios de Arte y Arqueología (Universidad de Valladolid, 1932)
- Cuadernos de Arte de la Universidad de Granada (1936)
- Revista del Museo del Prado (1979)
- Bellas Artes (revista) (1969)
- Cuadernos de la Alhambra (1965)
- Liño. Revista anual de Historia del Arte (Universidad de Oviedo, 1989)
- Revista de Archivos, Bibliotecas y Museos (1871)
- Reales Sitios (revista) (de Patrimonio Nacional, 1969)
- Academia (revista) (1881)

### Revistas especializadas en arquitectura
- Arquitectura (revista)
- Arquitectura Bis
- Nueva Forma

### Revistas especializadas en artes plásticas
- Batik (revista)
- Guadalimar (revista)
- Arte-guía
- Climal
- Crítica de Arte (revista); y un largo etcétera.[55]

Durante un breve periodo previo a la guerra civil (1932-1936) Eduardo Westerdahl consiguió establecer en Tenerife una revista de prestigio internacional (Gaceta de Arte) conectada con la vanguardia artística y cultural (Exposición surrealista de Tenerife de 1935).
Eminentes historiadores del arte en España han sido, entre otros, los tratadistas renacentistas y barrocos Diego de Sagredo (Las Medidas del Romano, 1526, diálogo sobre los órdenes clásicos que advierte de los peligros de mezclar romano con moderno), Cristóbal de Villalón (Ingeniosa comparación entro lo antiguo y lo presente, 1539), Felipe de Guevara (Comentarios de la pintura, escrito hacia 1560 e inédito hasta 1788), Pablo de Céspedes (Poema de la Pintura y Discurso de la comparación de la antigua y moderna pintura y escultura, 1604), José de Sigüenza (Historia de la fundación del monasterio de El Escorial, 1605), Vicente Carducho (Diálogos de la Pintura, 1633, la primera historia del arte que recoge a pintores barrocos españoles), Francisco Pacheco (Arte de la Pintura, su antigüedad y grandezas, 1649), Jusepe Martínez (Discursos practicables del nobilísimo arte de la pintura, inéditos hasta el siglo XX, que recoge la primera historiografía de la pintura aragonesa), Antonio Palomino (el Vasari español, autor de Museo Pictórico y Escala Óptica y El Parnaso español pintoresco laureado, 1715, con gran repercusión en Europa).

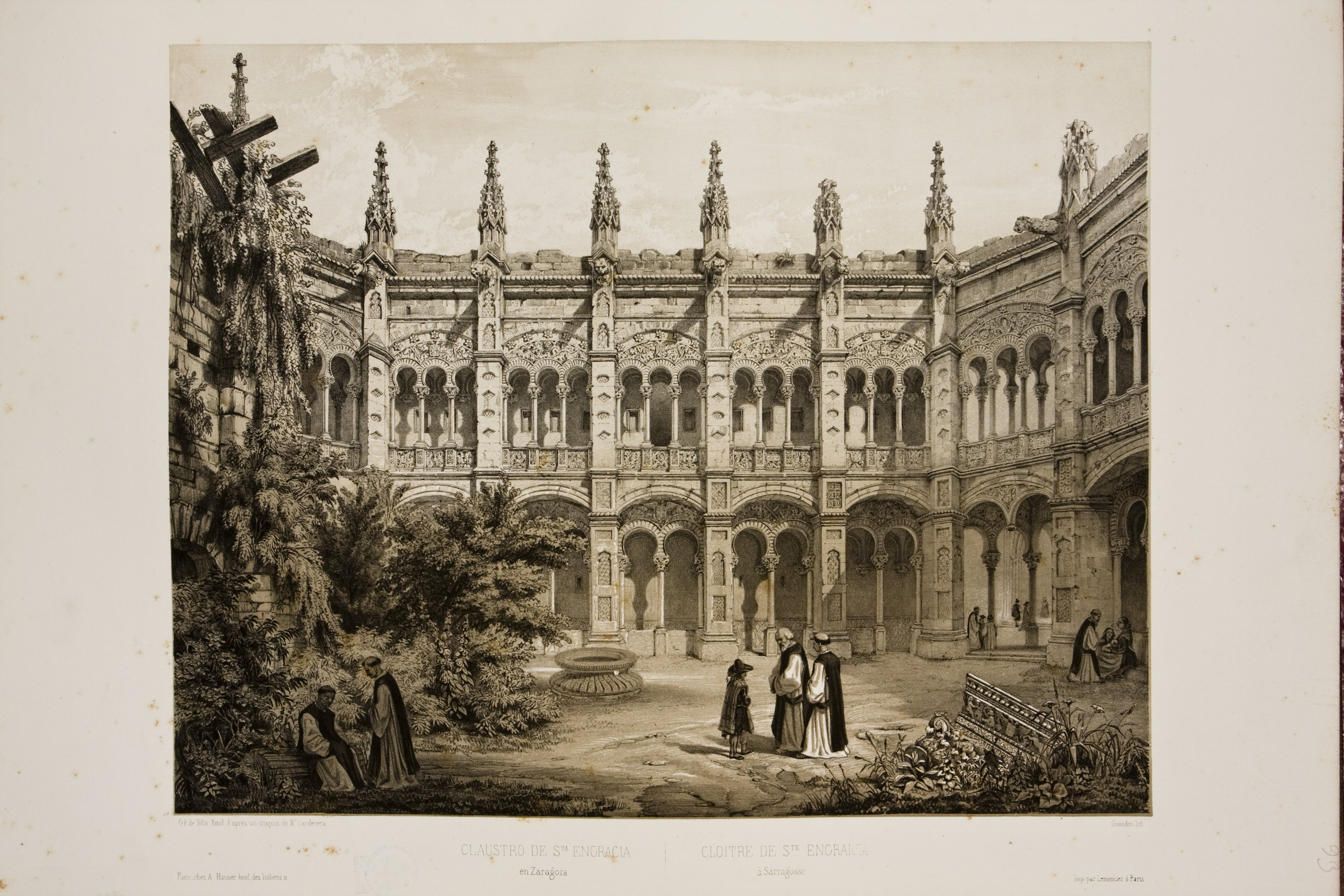
Claustro mayor del monasterio de Santa Engracia (Zaragoza), de la España artística y monumental de Jenaro Pérez Villaamil. Litografiado en París por Alfred Guesdon, 1842.

El neoclasicismo supuso la fijación del gusto academicista, expresado en la muy influyente obra de Antonio Ponz (Viage de España, 1772), que tuvo continuación en la de Isidoro Bosarte (Viaje artístico a varios pueblos de España, con el juicio de las obras de las Tres Nobles Artes que en ellos existen, 1804) y Juan Agustín Ceán Bermúdez (Diccionario de los profesores de las bellas artes en España -1800-, Sumario de las antigüedades romanas que hay en España, en especial las referentes a las Bellas Artes -1832-), que fue completado en lo relativo a arquitectura por Eugenio Llaguno y Amirola (Noticias de los Arquitectos y Arquitectura en España, 1829), y cronológicamente por las Adiciones del Conde de la Viñaza (que reivindicaba artistas medievales ignorados por el neoclasicismo de Ceán), ya a finales del siglo XIX. Previamente, la historiografía romántica se había centrado en una importante actividad hemerográfica, que comenzó con el pintor Federico de Madrazo, director artístico de El Artista, cuya parte literaria dirigía Eugenio de Ochoa; efímera revista (1835-36) cuya trayectoria fue continuada a lo largo del siglo XIX por otras (Semanario Pintoresco Español, El Museo Universal, La Ilustración Española y Americana, El Arte en España y La Revista de Bellas Artes), que cumplieron la función de dar espacio a artículos historiográficos de diversos autores y soporte visual: las reproducciones de obras de arte, que en ocasiones eran publicadas separadamente como series (Iconografía española de Valentín Carderera, 1855 y 1864, y España artística y monumental de Jenaro Pérez Villaamil con textos de Patricio de la Escosura).
En el primer tercio del siglo XX, durante la edad de plata de las ciencias y las letras españolas, los historiadores españoles del arte se corresponden generacionalmente con las inquietudes de las llamadas generación del 98, generación de 1914 y generación de 1927: Manuel Bartolomé Cossío (uno de los krausistas que iniciaron la renovación pedagógica de la Institución Libre de Enseñanza, que publicó un estudio fundamental sobre El Greco, 1908), Elías Tormo (el primer catedrático de historia del arte, desde 1911), José Pijoán (Summa Artis, 1927), Joaquín Folch y Torres, Manuel Gómez-Moreno, Francisco Javier Sánchez Cantón, el Marqués de Lozoya, Enrique Lafuente Ferrari, Diego Angulo Íñiguez etc. Con posterioridad a la guerra civil española (1939) se desarrolló la actividad de nuevas generaciones de historiadores del arte: Fernando Chueca Goitia, Juan Antonio Gaya Nuño, Federico Sopeña, José Manuel Pita Andrade, Alfonso E. Pérez Sánchez, Valeriano Bozal, Fernando Marías Franco, Isidro Bango Torviso, Fernando Checa Cremades, etc.
Particularmente, el campo de la arqueología ha suscitado el interés de un buen número de destacados arqueólogos desde el siglo XVI, con las indagaciones de Ambrosio de Morales sobre Complutum-Alcalá de Henares (1568) y Las Antigüedades de las ciudades de España (1575), pero que se hicieron sistemáticas desde el siglo XVIII: Roque Joaquín de Alcubierre (en Pompeya), Antonio Tavira Almazán (en Segóbriga), Enrique Flórez, Tomás Andrés de Gusseme, José Luis González de Velasco, José Ortiz y Sanz, etc.; y sobre todo en los siglos XIX: Rogelio Inchaurrandieta y Páez, Gabriel Llabrés, Juan de Dios de la Rada, Juan Ramis, Rafael Mitjana, Basilio Sebastián Castellanos de Losada, José Pla, Eduardo Saavedra, Buenaventura Hernández-Sanahuja, José Amador de los Ríos, Juan Vilanova, hermanos Siret -Luis Siret y Enrique Siret-, etc.; y XX: Martín Almagro Basch, Antonio García y Bellido, Antonio Blanco Freijeiro, etc. La polémica consideración del arte paleolítico fue un asunto primordial para la Historia del Arte y que se suscitó desde España, con la divulgación de los trabajos de Marcelino Sanz de Sautuola sobre las cuevas de Altamira.
Del mismo modo que la labor de los historiadores españoles no se ha limitado al estudio del arte español, ha sido muy habitual que hispanistas extranjeros se hayan interesado por la extraordinaria riqueza de este, al igual que en otras disciplinas historiográficas (Emil Hübner -inscripciones romanas-, George Edward Bonsor Saint Martin -Carmona, Los Alcores, Baelo Claudia-, Hugo Obermaier -pinturas rupestres- Adolf Schulten -Tartessos-). Entre los actuales, puede citarse a Jonathan Brown, quien ha protagonizado una reciente polémica con Manuela Mena sobre la autoría de El Coloso, muestra de la vitalidad y permanente cuestionamiento de la historiografía del arte en España. Una presencia fundamental ha sido la de la Hispanic Society (que también edita su propia revista: Notes of the Hispanic Society, desde 1941).
La vida artística española, no solo en su dimensión creativa, sino en la de reflexión y estudio con perspectiva histórica, es muy activa y descentralizada geográficamente en todos los planos: el museístico, fundamental para la conservación y estudio de todos los periodos y géneros del arte; y el del arte contemporáneo, con una gran vitalidad para su promoción, crítica y estudio, a través de ferias comerciales (ARCO) y todo tipo de programas, bien sean públicos (como el histórico que permite la continuidad de la presencia de pintores becados en la Academia Española de Roma desde 1873), y los actuales centros de arte -Reina Sofía, IVAM, etc.-) o bien sean privados, y con presencia entre estos tanto de galerías comerciales fruto de la iniciativa particular, como de fundaciones culturales iniciativa de grandes grupos empresariales (Fundación MAPFRE, Caixaforum, Fundación BBVA), entre las que destaca por lo prolongado de su trayectoria la Fundación Juan March (1955). Las fundaciones no se limitan al arte moderno, como la histórica Fundación Carlos de Amberes (1594, renovada en 1992), la Thyssen (de amplios criterios coleccionistas y de exhibición), la Fundación Santa María la Real (centrada en el románico palentino y liderada por el arquitecto y dibujante Peridis) o la Fundación "Las Edades del Hombre" (de las diócesis de Castilla y León, que realiza exposiciones temporales en edificios emblemáticos con criterios temáticos religiosos y artísticos).
| España, sujeto y objeto del estudio de la historia del arte. Conocimiento, apropiación y expolio. |
| El templo de Debod (a la izquierda) se trasladó a Madrid como resultado de la colaboración española (Comité español dirigido por Martín Almagro) en el rescate arqueológico simultáneo a la construcción de la Presa de Asuán (1960-1970), que inició la moderna egiptología española, de gran proyección hasta la actualidad. Mientras que para la poderosa Monarquía Hispánica del Antiguo Régimen lo habitual había sido la adquisición de arte foráneo (sobre todo en Flandes e Italia); desde la Guerra de Independencia (1808-14) y coincidiendo con la puesta de moda de España (exotismo romántico e hispanismo), comienza una prolongada época de expolio de obras de arte españolas en beneficio de colecciones y museos franceses, ingleses y estadounidenses, quedando desubicadas de su contexto original y repartidas por el mundo. Al menos, se salvaron del deterioro o incluso la destrucción al que probablemente estaban condenadas en la convulsa España del XIX (notablemente por el proceso de Desamortización). Los casos más espectaculares fueron los de la Inmaculada "de Soult" de Murillo y la Dama de Elche (la primera requisada por el ejército napoleónico y la segunda vendida legalmente en Francia, ambas recuperadas por el gobierno de Franco ante el gobierno filoalemán de Petain en 1941), las Pinturas negras de Goya (arrancadas de las paredes de la Quinta del Sordo, como la Romería de San Isidro -imagen de la derecha-) y numerosísimos frescos románicos, como los de San Baudelio de Berlanga, vendidos legalmente; en otros casos, los protagonistas de la extracción fueron los propios museos españoles, destacadamente la colección de arte románico del Museo Nacional de Arte de Cataluña, formada a partir de las campañas de 1919 a 1932 de Joaquín Folch y Torres, como reacción a las ventas a extranjeros. La guerra civil española (1936-1939) había supuesto una destrucción a gran escala del patrimonio histórico artístico, sobre todo en la retaguardia republicana, que en algún caso se pretendió proteger con medidas drásticas (traslado de los fondos más importantes del Museo del Prado a Ginebra, donde se exhibió en lo que puede considerarse una de las primeras exposiciones temporales). Las modificaciones de la legislación para restringir la salida legal de arte de España, no acompañada de una eficaz protección física del patrimonio artístico, disperso y en ocasiones en muy precarias condiciones de vigilancia y conservación (iglesias de pueblos vaciados por la emigración, innumerables yacimientos arqueológicos, archivos y bibliotecas de difícil control), convirtieron la segunda mitad del siglo XX en una época de intensos robos de arte (uno de los más espectaculares, el de la Cámara Santa de Oviedo -9 de agosto de 1977-), que se ha procurado paliar con la concentración de las obras en museos provinciales y diocesanos; lo que no ha sido suficiente para evitar algunos casos: cada año se producen entre 200 y 250 robos de objetos del Patrimonio Artístico Nacional (uno de los más graves entre los más recientes, el del Códice Calixtino, julio de 2011). |

### Instituciones españolas vinculadas a la Historia del Arte
- Comité Español de Historia del Arte (CEHA): institución nacida en 1977 "con el fin de estimular las reuniones de historiadores del Arte y de fomentar y desarrollar el estudio de los fenómenos artísticos, con especial atención al área de los pueblos hispánicos".[67]
- Asociación Profesional Española de Historiadores del Arte (Aproha): fundada en 2015, es una asociación española de carácter profesional y de ámbito nacional, cuyo objetivo es la defensa, impulso, apoyo y representación de los historiadores del arte en el ejercicio de su actividad profesional.[68]

### Bibliográficas
Enumeradas por fecha (orden descente)
- Pijoán Soteras, José; Cossío, Manuel Bartolomé; Camón Aznar, José (1927-2006). Summa Artis. Historia general del Arte. 54 volúmenes, 55 autores. Madrid: Espasa Calpe. ISBN 9788423952007.
- Pollock, Griselda (ed.) (2006). Psychoanalysis and the Image. Oxford: Blackwell. ISBN 1-4051-3461-5
- Mansfield, Elizabeth (2002). Art History and Its Institutions: Foundations of a Discipline. Routledge. ISBN 0-415-22868-9
- Harrison, Charles, and Paul Wood. (2003). Art in Theory, 1900-2000: An Anthology of Changing Ideas. 2nd ed. Malden, MA: Blackwell.
- Murray, Chris. (2003). Key Writers on Art. 2 vols, Routledge Key Guides. London: Routledge.
- Harrison, Charles, Paul Wood, and Jason Gaiger. (2000). Art in Theory 1648-1815: An Anthology of Changing Ideas. Malden, MA: Blackwell.
- Harrison, Charles, Paul Wood, and Jason Gaiger. (2001). Art in theory, 1815-1900: an anthology of changing ideas. Malden, MA: Blackwell.
- Robinson, Hilary. (2001). Feminism-Art-Theory: An Anthology, 1968-2000. Malden, MA: Blackwell.
- Minor, Vernon Hyde. (2001). Art history's history. 2nd ed. Upper Saddle River, NJ: Prentice Hall.
- Pollock, G., (1999). Differencing the Canon. Routledge. ISBN 0-415-06700-6
- Frazier, N. (1999). The Penguin concise dictionary of art history. New York: Penguin Reference.
- Adams, L. (1996). The methodologies of art: an introduction. New York, NY: IconEditions.
- Nelson, R. S., & Shiff, R. (1996). Critical terms for art history. Chicago: University of Chicago Press.
- Minor, Vernon Hyde. (1994). Critical Theory of Art History. Englewood Cliffs, NJ: Prentice Hall.
- Fitzpatrick, V. L. N. V. D. (1992). Art history: a contextual inquiry course. Point of view series. Reston, VA: National Art Education Association.
- Kemal, Salim, and Ivan Gaskell (1991). The Language of Art History. Cambridge University Press. ISBN 052144598
- Carrier, D. (1991). Principles of art history writing. University Park, Pa: Pennsylvania State University Press.
- Johnson, W. M. (1988). Art history: its use and abuse. Toronto: University of Toronto Press.
- Holly, M. A. (1984). Panofsky and the foundations of art history. Ithaca, N.Y.: Cornell University Press.
- Arntzen, E., & Rainwater, R. (1980). Guide to the literature of art history. Chicago: American Library Association.
- Hauser, A. (1959). The philosophy of art history. New York: Knopf.
- Gombrich, Ernst Hans Josef (1950). The Story of Art (en inglés). Con 16 ediciones y traducido a más de 30 idiomas, es un 'referente' en el estudio de la historia del arte. Londres: Phaidon Press.
  - Historia del arte (Rafael Santos Torroella, trad.). Barcelonal: Editorial Argos. 1951.
- Wölfflin, Heinrich (1915).  Hugo Bruckmann, ed. Kunstgeschichtliche Grundbegriffe. Das Problem der Stilentwicklung in der neueren Kunst (en alemán). https://archive.org/download/kunstgeschichtli00wluoft/kunstgeschichtli00wluoft.pdf. Munich.
  - Principles of art history; the problem of the development of style in later art (M.D. Hottinger, trad.) (en inglés). https://archive.org/download/princarth00wlff/princarth00wlff.pdf. Nueva York: Dover Publications. 1950.
  - Conceptos fundamentales de la historia del arte (José Moreno Villa, trad.). Barcelona: Espasa. 2011. ISBN 9788467042092.